# Judy Garland
Frances Ethel Gumm (Grand Rapids, Minnesota, 10 de junio de 1922-Londres, 22 de junio de 1969), conocida artísticamente como Judy Garland, fue una actriz y cantante estadounidense. Si bien fue aclamada por la crítica por muchos papeles diferentes a lo largo de su carrera, es ampliamente conocida por interpretar el papel de Dorothy Gale en El mago de Oz (1939). Alcanzó el estrellato internacional como actriz en papeles musicales y dramáticos, como artista de grabación y en el escenario. Reconocida por su versatilidad, recibió un Premio Óscar Juvenil, un Globo de Oro y un Premio Tony Especial. Garland fue la primera mujer en ganar el Premio Grammy al álbum del año, que ganó por su grabación en vivo de 1961 titulada Judy at Carnegie Hall.
Garland comenzó a actuar cuando era niña con sus dos hermanas mayores en un grupo de vodevil, «The Gumm Sisters», y luego firmó con Metro-Goldwyn-Mayer cuando era adolescente. Apareció en más de dos docenas de películas para MGM. Garland fue una socia frecuente en la pantalla de Mickey Rooney y Gene Kelly y colaboró regularmente con el director y segundo esposo Vincente Minnelli. Otros papeles protagónicos durante este período incluyeron Meet Me in St. Louis (1944), The Harvey Girls (1946), Easter Parade (1948) y Summer Stock (1950). En 1950, después de 15 años con MGM, el estudio la liberó en medio de una serie de luchas personales que le impidieron cumplir con los términos de su contrato.
Aunque su carrera cinematográfica se volvió intermitente a partir de entonces, dos de los papeles más aclamados por la crítica de Garland llegaron más tarde en su carrera: recibió una nominación al Premio Óscar a la mejor actriz por su actuación en A Star is Born (1954) y una nominación a la mejor actriz de reparto por su actuación en Judgement at Nuremberg (1961). También hizo apariciones en conciertos que batieron récords, lanzó ocho álbumes de estudio y presentó su propia serie de televisión nominada al Emmy, The Judy Garland Show (1963-1964). A los 39 años, Garland se convirtió en la mujer más joven en recibir el Premio Cecil B. DeMille por su trayectoria en la industria cinematográfica. En 1997, Garland recibió póstumamente el Premio Grammy Lifetime Achievement Award. Varias de sus grabaciones han sido incluidas en el Salón de la Fama de los Grammy y, en 1999, el American Film Institute la clasificó como la octava leyenda femenina más grande de la pantalla del cine clásico de Hollywood.
Garland luchó en su vida personal desde una edad temprana. Las presiones del estrellato temprano afectaron su salud física y mental desde que era una adolescente; A pesar de ser una de las mujeres más hermosas del mundo, principalmente en la década de 1940, su autoimagen estuvo influenciada por las constantes críticas de los ejecutivos de cine, que creían que ella no era atractiva físicamente y manipulaban su apariencia física en la pantalla. A lo largo de su edad adulta abusó de las drogas y el alcohol. Tenía problemas financieros, a menudo debiendo cientos de miles de dólares en impuestos atrasados. El trastorno por consumo de sustancias durante toda su vida finalmente la llevó a la muerte por una sobredosis accidental de barbitúricos en 1969, a los 47 años.

## Vida y carrera

### 1922-1935: Primeros años y Las Gumm/Garland Sisters

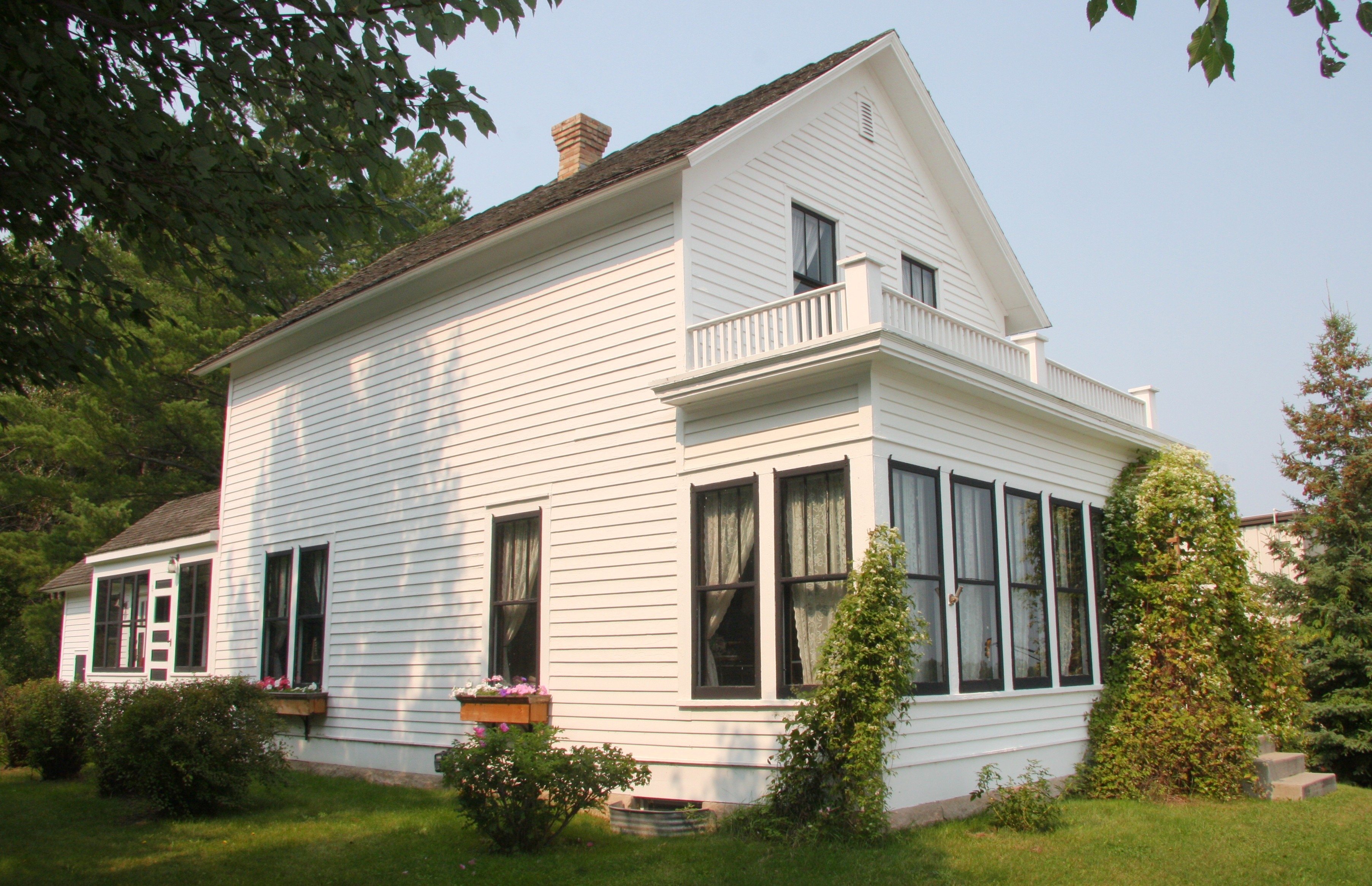
El lugar de nacimiento de Garland en Grand Rapids, Minnesota, es ahora un museo dedicado a su vida y carrera.

Garland nació el 10 de junio de 1922 en Grand Rapids, Minnesota, y fue registrada como Frances Ethel Gumm. Era la hija menor de Ethel Marion (de soltera Milne; 1893-1953) y Francis Avent «Frank» Gumm (1886-1935). Sus padres eran artistas de vodevil que se establecieron en Grand Rapids para dirigir una sala de cine que presentaba actos de vodevil. Era de ascendencia irlandesa, inglesa, escocesa, y hugonote francesa, nombrada así por sus dos padres y bautizada en una iglesia episcopal local.
«Baby» (como la llamaban sus padres y hermanas) compartía el estilo de su familia para el canto y el baile. Su primera aparición fue a la edad de dos años, cuando se unió a sus hermanas mayores Mary Jane «Suzy/Suzanne» Gumm y Dorothy Virginia «Jimmie» Gumm en el escenario del cine de su padre durante un espectáculo navideño y cantó un coro de «Jingle Bells». Las Gumm Sisters actuaron allí durante los siguientes años, acompañadas por su madre al piano.
La familia se mudó a Lancaster, California, en junio de 1926, tras los rumores de que su padre tenía inclinaciones homosexuales. Frank compró y operó otro teatro en Lancaster, y Ethel comenzó a administrar a sus hijas y a trabajar para que participaran en películas.

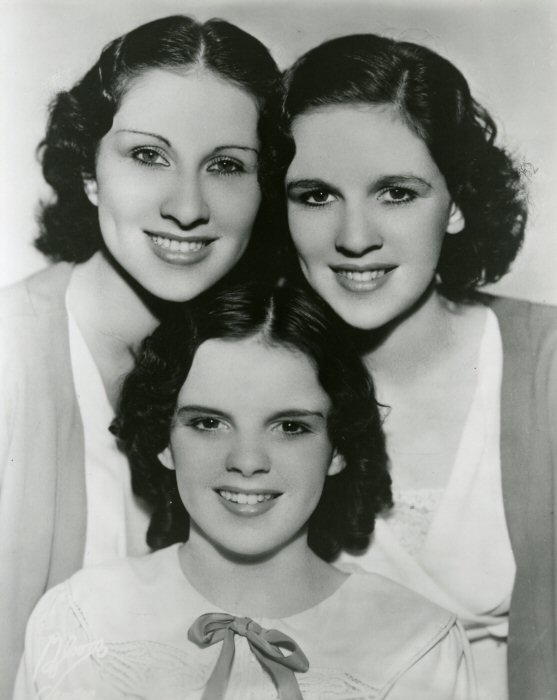
Las hermanas Gumm, también conocidas como las hermanas Garland en 1935: Fila superior: Mary Jane y Dorothy Virginia Gumm; abajo: Frances Ethel (Judy Garland) Gumm.

En 1928, las Gumm Sisters se inscribieron en una escuela de danza dirigida por Ethel Meglin, propietaria de la compañía de danza Meglin Kiddies. Aparecieron con la compañía en su show anual de Navidad. A través de Meglin Kiddies, hicieron su debut cinematográfico en un tema corto llamado The Big Revue (1929), donde interpretaron un número de canto y baile llamado «That's the Good Old Sunny South». A esto le siguieron apariciones en dos cortos de Vitaphone al año siguiente: A Holiday in Storyland (con el primer solo en pantalla de Garland) y The Wedding of Jack and Jill. Luego aparecieron juntas en Bubbles. Su última aparición en pantalla fue en un corto de MGM Technicolor titulado La Fiesta de Santa Barbara (1935).
El trío había recorrido el circuito de vodevil como «The Gumm Sisters» durante muchos años cuando actuaron en Chicago en el Teatro Oriental con George Jessel en 1934. Animó al grupo a elegir un nombre más atractivo después de que «Gumm» se encontrara con risas de la audiencia. Según la leyenda del teatro, su acto una vez fue anunciado erróneamente en un teatro de Chicago como «The Glum Sisters».
Persisten varias historias sobre el origen de su uso del nombre Garland. Una es que Jessel la originó después del personaje de Carole Lombard, Lily Garland, en la película Twentieth Century (1934), que entonces se proyectaba en el Oriental de Chicago; otra es que las chicas eligieron el apellido en honor al crítico de teatro Robert Garland. La hija de Garland, Lorna Luft, declaró que su madre seleccionó el nombre cuando Jessel anunció que el trío «se veía más bonito que una guirnalda de flores». Se filmó un especial de televisión en Hollywood en el estreno de A Star Is Born en Pantages Theatre el 29 de septiembre de 1954, en el que Jessel declaró:

«Creo que debería decirle a la gente que fui yo quien nombró a Judy Garland, «Judy Garland». No es que hubiera hecho ninguna diferencia: no podrías haber ocultado ese gran talento si la hubieras llamado «Tel Aviv Windsor Shell», ya sabes, pero su nombre cuando la conocí era Frances Gumm y no era el tipo de nombre que una gran actriz tan sensible como esa debería tener; [...] así que la llamamos Judy Garland y creo que es una combinación de Helen Hayes y Al Jolson y tal vez Jenny Lind y Sarah Bernhardt».

Una explicación posterior surgió cuando Jessel fue invitado al programa de televisión de Garland en 1963. Dijo que le había enviado a la actriz Judith Anderson un telegrama que contenía la palabra «guirnalda» y se le quedó grabado. Sin embargo, Garland le preguntó a Jessel momentos después si esta historia era cierta y él respondió alegremente «No».
A fines de 1934, las Gumm Sisters habían cambiado su nombre a Garland Sisters. Frances cambió su nombre a «Judy» poco después, inspirada en una canción popular de Hoagy Carmichael. El grupo se separó en agosto de 1935, cuando Suzanne Garland voló a Reno, Nevada, y se casó con el músico Lee Kahn, miembro de la orquesta de Jimmy Davis que tocaba en Cal-Neva Lodge, Lake Tahoe.

### 1935-1939: Firmada en Metro-Goldwyn-Mayer y estrellato conThe Wizard of Oz

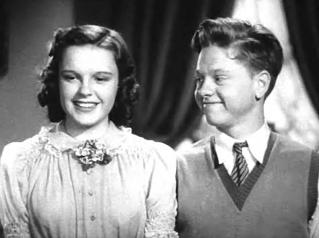
Garland y Mickey Rooney en Love Finds Andy Hardy (1938).

En septiembre de 1935, Louis B. Mayer le pidió al compositor Burton Lane que fuera al Orpheum Theatre en el centro de Los Ángeles para ver el acto de vodevil de las Garland Sisters y que le informara. Unos días después, trajeron a Judy y su padre para una audición improvisada en Metro-Goldwyn-Mayer Studios en Culver City. Garland interpretó «Zing! Went the Strings of My Heart» y «Eli, Eli», una canción en yiddish escrita en 1896 e interpretada regularmente en vodevil. El estudio inmediatamente firmó un contrato con Garland con MGM, presumiblemente sin una prueba de pantalla, aunque ella había hecho una prueba para el estudio varios meses antes. El estudio no sabía qué hacer con ella; a los trece años, era mayor que la estrella infantil tradicional, pero demasiado joven para los papeles de adultos.
Su apariencia física era un dilema para MGM. Medía solo 4 pies 11 + 1⁄2 pulgadas (151 cm) y su apariencia de «linda» o «chica de al lado» no ejemplificaba la personalidad más glamorosa que se requería en ese momento de las principales artistas femeninas. Estaba cohibida y ansiosa por su apariencia. Garland fue a la escuela en Metro con Ava Gardner, Lana Turner, Elizabeth Taylor, «verdaderas bellezas», dijo Charles Walters, quien la dirigió en varias películas. «Judy era la gran generadora de dinero en ese momento, un gran éxito, pero ella era el patito feo [...] Creo que tuvo un efecto muy dañino emocionalmente en ella durante mucho tiempo. Creo que duró para siempre, de verdad». Su inseguridad se vio exacerbada por la actitud del jefe de estudio Mayer, quien se refirió a ella como su «pequeña jorobada».

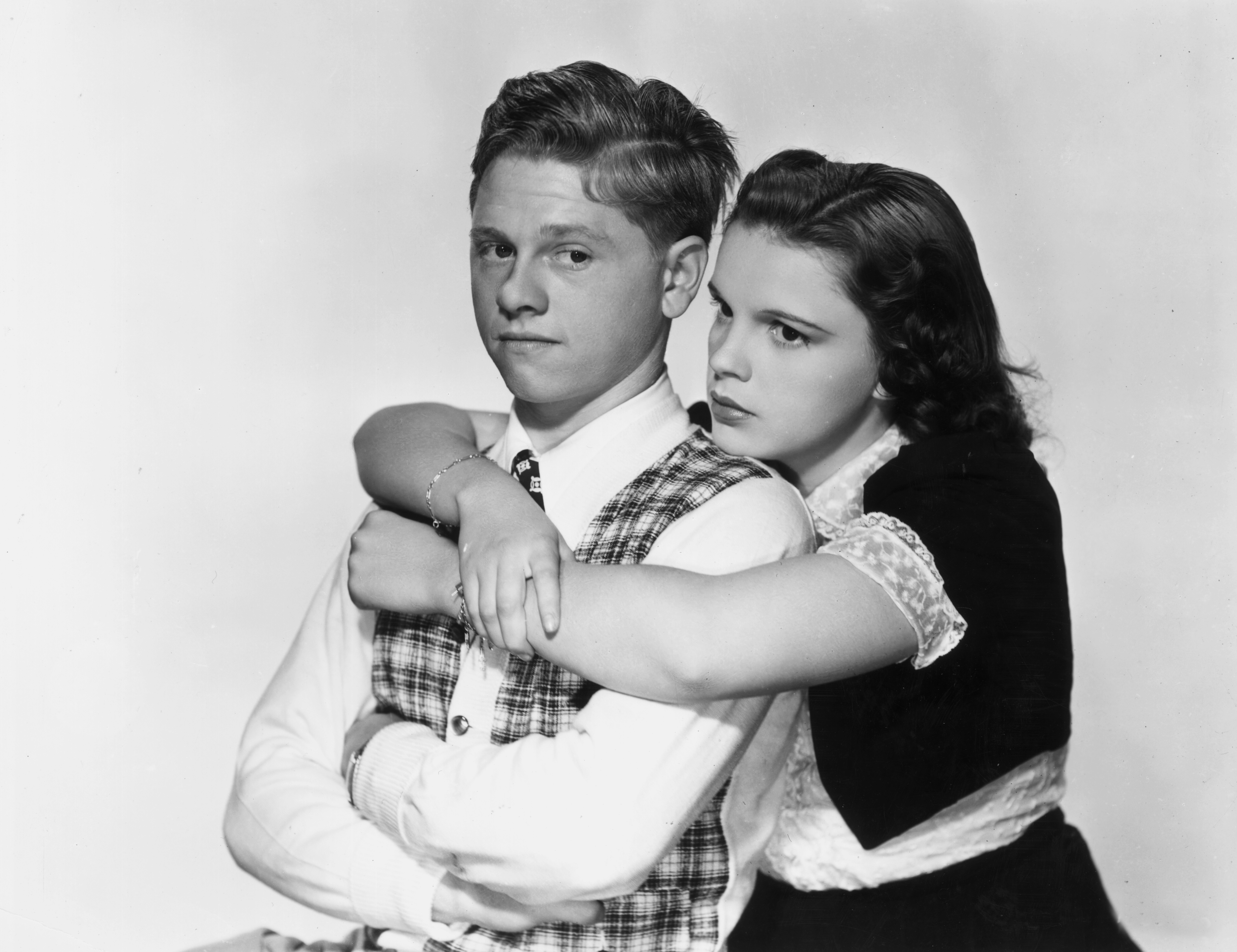
Mickey Rooney y Garland en Love Finds Andy Hardy (1938).

Durante sus primeros años en el estudio, fue fotografiada y vestida con prendas simples o vestidos y disfraces juveniles con volantes para combinar con la imagen de «chica de al lado» creada para ella. Le hicieron usar protectores removibles en sus dientes y discos de goma para remodelar su nariz.
El 16 de noviembre de 1935, Garland, de 13 años, estaba preparándose para una actuación de radio en Shell Chateaux Hour cuando se enteró de que su padre había sido hospitalizado con meningitis y había empeorado. Frank Gumm murió a la mañana siguiente a los 49 años, dejándola devastada.
Su canción para Shell Chateau Hour fue su primera interpretación profesional de «Zing! Went the Strings of My Heart», una canción que se convirtió en un estándar en muchos de sus conciertos. Garland actuó en varias funciones de estudio y finalmente fue elegida junto a Deanna Durbin en el corto musical Every Sunday (1936). La película contrastó su rango vocal y estilo de swing con la soprano operística de Durbin y sirvió como una prueba de pantalla extendida para ellos, ya que los ejecutivos del estudio cuestionaban la sabiduría de tener dos cantantes femeninas en la lista.
El primer largometraje de Judy fue cedido a Fox y se tituló «Pigskin Parade», una comedia musical de temática futbolística, en la que fue catalogada décima después de Stuart Erwin, Jack Haley, Patsy Kelly, Betty Grable y otros. Judy cantó tres solos, incluidos «The Texas Tornado» y «The Balboa».
Garland llamó la atención de los ejecutivos del estudio cuando cantó un arreglo especial de «You Made Me Love You (I Didn't Want to Do It)» a Clark Gable en una fiesta de cumpleaños que el estudio organizó para el actor. Su interpretación fue tan bien considerada que interpretó la canción en el gran espectáculo de estrellas Broadway Melody of 1938 (1937), cuando cantó una fotografía de él.

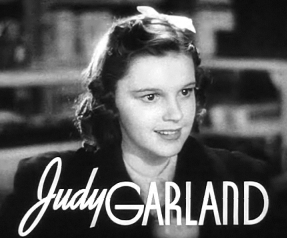
Garland en Love Finds Andy Hardy (1938).

MGM encontró una fórmula ganadora cuando emparejó a Garland con Mickey Rooney en una serie de lo que se conoció como «musicales de patio trasero". El dúo apareció por primera vez juntos como personajes secundarios en la película B Thoroughbreds Don't Cry (1937). Luego, Garland se incluyó en el elenco de la cuarta de las películas de la familia Hardy, Love Finds Andy Hardy (1938), como una chica de al lado literal del personaje de Rooney, Andy Hardy, aunque el interés amoroso de Hardy fue interpretado por Lana Turner. Se unieron como personajes principales por primera vez en Babes in Arms (1939), y finalmente aparecieron en cinco películas adicionales, incluidas las películas de Hardy Andy Hardy Meets Debutante (1940) y Life Begins for Andy Hardy (1941).
Garland declaró que a ella, a Rooney y a otros jóvenes artistas les recetaban constantemente anfetaminas para mantenerse despiertos y seguir el ritmo frenético de hacer una película tras otra. También les dieron barbitúricos para que los tomaran antes de acostarse y así pudieran dormir. Este uso regular de drogas, dijo, condujo a la adicción y a una lucha de por vida. Más tarde se resintió por el horario agitado y creyó que MGM le había robado la juventud. Rooney, sin embargo, negó que su estudio fuera responsable de su adicción: «Metro-Goldwyn-Mayer nunca le dio drogas a Judy Garland. El Sr. Mayer no sancionó nada para Judy. Nadie en ese lote fue responsable de la muerte de Judy Garland. Desafortunadamente, Judy eligió ese camino».
El peso de Garland estaba dentro de un rango saludable, pero el estudio exigía que hiciera dieta constantemente. Incluso llegaron a servirle solo un plato de sopa y un plato de lechuga cuando pedía una comida normal. Estuvo plagada de dudas durante toda su vida; a pesar de sus exitosas carreras cinematográficas y discográficas, premios, elogios de la crítica y su capacidad para llenar salas de conciertos en todo el mundo, necesitaba que le aseguraran constantemente que tenía talento y atractivo.

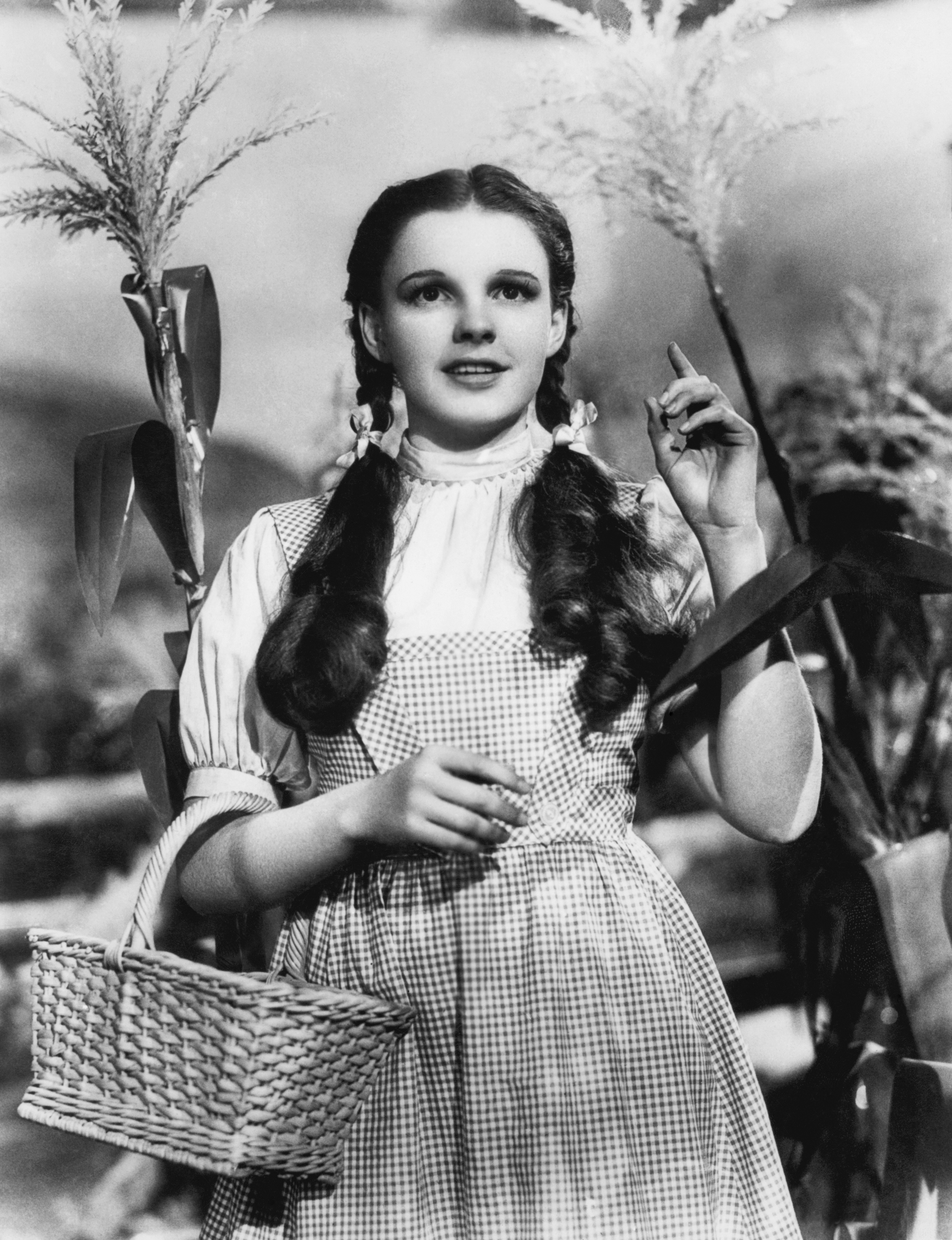
Garland en The Wizard of Oz (1939).

En 1938, cuando Garland tenía 16 años, fue elegida como la joven Dorothy Gale en The Wizard of Oz (1939), una película basada en el libro infantil de 1900 de L. Frank Baum. En la película, cantó la canción con la que sería identificada constantemente después, «Over the Rainbow». Aunque los productores Arthur Freed y Mervyn LeRoy habían querido elegirla para el papel desde el principio, el jefe de estudio Mayer primero trató de tomar prestada a Shirley Temple de 20th Century Fox, pero se negaron. Luego se le preguntó a Deanna Durbin, pero no estaba disponible; esto resultó en que Garland fuera elegido.
Garland se vistió inicialmente con una peluca rubia para el papel, pero Freed y LeRoy decidieron no hacerlo poco después de la filmación. Su vestido azul a cuadros fue elegido por su efecto difuminado en su figura, lo que la hacía lucir más joven. El rodaje comenzó el 13 de octubre de 1938 y finalizó el 16 de marzo de 1939 con un costo final de más de $2 millones (equivalente a $31 millones en 2021). Con la conclusión de la filmación, MGM mantuvo ocupada a Garland con giras promocionales y el rodaje de Babes in Arms (también 1939), dirigida por Busby Berkeley. Ella y Rooney fueron enviadas a una gira promocional por todo el país, que culminó con el estreno en la ciudad de Nueva York el 17 de agosto en el Teatro Capitol, que incluyó un programa de apariciones de cinco espectáculos al día para las dos estrellas.

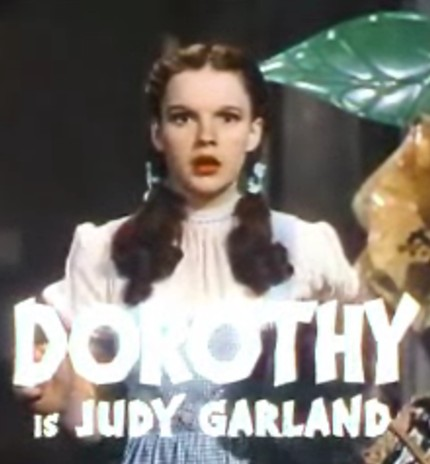
Garland en el tráiler de The Wizard of Oz (1939).

Los informes de que Garland se sometió a una dieta que consiste en cigarrillos, sopa de pollo y café son erróneos; como se aclara en el libro The Road to Oz: The Evolution, Creation and Legacy of a Motion Picture Masterpiece de los historiadores Jay Scarfone y William Stillman, en ese momento Garland era antifumadora y se le permitía comer sólidos. Sin embargo, en un nuevo intento por minimizar sus curvas, su dieta estuvo acompañada de salidas a la natación y caminatas, además de juegos de tenis y bádminton con su doble de acción Bobbie Koshay.
The Wizard of Oz fue un tremendo éxito de crítica, aunque su alto presupuesto y costos de promoción de aproximadamente $4 millones (equivalentes a $62 millones en 2021), junto con los menores ingresos generados por boletos para niños con descuento, significaron que el la película no generó ganancias hasta que se relanzó en la década de 1940 y en ocasiones posteriores. En la ceremonia de los Premios Óscar de 1939, Garland recibió su único Premio Óscar, un Premio Óscar Juvenil por sus actuaciones en 1939, incluidas The Wizard of Oz y Babes in Arms. Fue la cuarta persona en recibir el premio, así como también una de las doce en la historia en recibir uno. Después de la película, Garland fue una de las actrices más rentables de los Estados Unidos.

### 1940-1946: Estrellato adulto

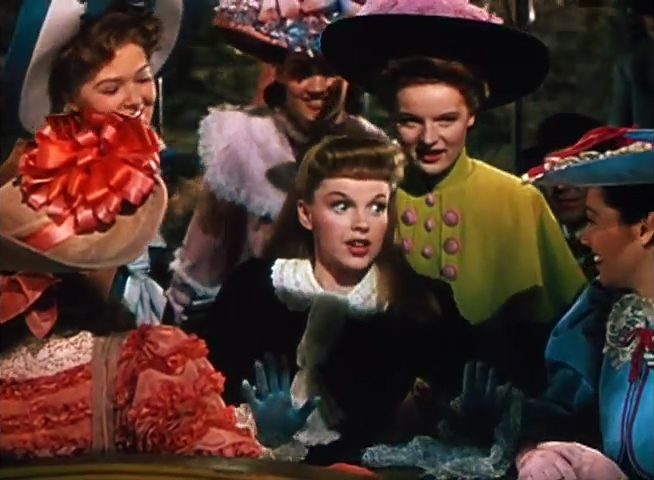
Garland cantando «The Trolley Song» en Meet Me in St. Louis (1944).

Garland protagonizó tres películas estrenadas en 1940: Andy Hardy Meets Debutante, Strike Up the Band y Little Nellie Kelly. En la última interpretó su primer papel adulto, un papel dual de madre e hija. Little Nellie Kelly fue comprada a George M. Cohan como un vehículo para que ella mostrara tanto su atractivo para la audiencia como su apariencia física. El papel fue un desafío para ella, requirió el uso de un acento, su primer beso adulto y la única escena de muerte de su carrera. Su coprotagonista George Murphy consideró el beso como vergonzoso. Dijo que se sentía como «un paleto con una novia niña».
Durante este tiempo, Garland todavía era adolescente cuando experimentó su primer romance adulto serio con el líder de la banda Artie Shaw. Ella estaba profundamente dedicada a él y quedó devastada a principios de 1940 cuando él se fugó con Lana Turner. Garland comenzó una relación con el músico David Rose y, en su cumpleaños número 18, él le regaló un anillo de compromiso. El estudio intervino porque, en ese momento, todavía estaba casado con la actriz y cantante Martha Raye. Acordaron esperar un año para permitir que su divorcio fuera definitivo. Durante ese tiempo, Garland tuvo una breve aventura con el compositor Johnny Mercer. Después de su ruptura con Mercer, Garland y Rose se casaron el 27 de julio de 1941. «Una verdadera rareza» es como lo llamaron los medios. La pareja acordó una separación de prueba en enero de 1943 y se divorció en 1944.

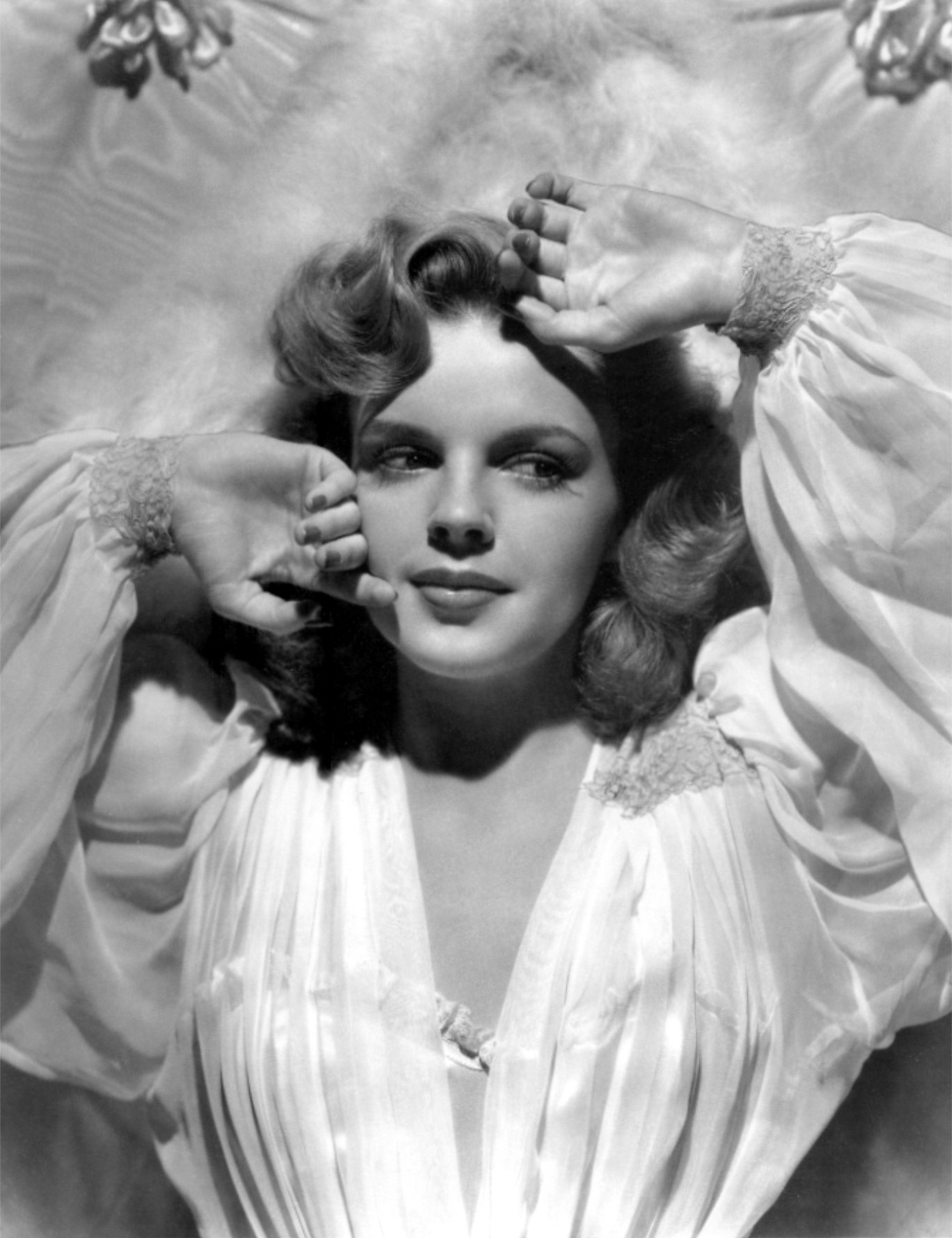
Garland recibió el «tratamiento de glamour» de Hollywood por Presenting Lily Mars (1943).

En 1941, mientras estaba embarazada del hijo de Rose, Garland abortó ante la insistencia de su madre y del estudio porque el embarazo no fue aprobado. Tuvo un segundo aborto en 1943 cuando quedó embarazada de su relación con Tyrone Power.
En su próxima película, For Me and My Gal (1942), Garland actuó con Gene Kelly en su primera aparición en la pantalla. Recibió el «tratamiento de glamour» en Presenting Lily Mars (1943), en el que estaba vestida con vestidos de «adultos». Su cabello aclarado también estaba recogido con estilo. Sin embargo, sin importar cuán glamorosa o hermosa apareciera en la pantalla o en las fotografías, nunca tuvo confianza en su apariencia y nunca escapó de la imagen de «chica de al lado» que el estudio había creado para ella.
Una de las películas más exitosas de Garland para MGM fue Meet Me in St. Louis (1944), en la que presentó tres estándares: «The Trolley Song», «The Boy Next Door» y «Have Yourself a Merry Little Christmas». Esta fue una de las primeras películas de su carrera que le dio la oportunidad de ser la atractiva protagonista. Vincente Minnelli fue asignado para dirigir y solicitó que la maquilladora Dorothy Ponedel fuera asignada a Garland. Ponedel refinó su apariencia de varias maneras, incluida la extensión y la remodelación de las cejas, el cambio de la línea del cabello, la modificación de la línea de los labios y la eliminación de los discos de la nariz y las cubiertas dentales. Apreció tanto los resultados que Ponedel se incluyó en su contrato para todas sus películas restantes en MGM.
En ese momento, Garland tuvo una breve aventura con el director de cine Orson Welles, quien en ese momento estaba casado con Rita Hayworth. El asunto terminó a principios de 1945 y se mantuvieron en buenos términos después.
Durante el rodaje de Meet Me in St. Louis, Garland y Minnelli tuvieron un conflicto inicial, pero entablaron una relación y se casaron el 15 de junio de 1945. El 12 de marzo de 1946 nació su hija Liza. La pareja se divorció en 1951.
The Clock (1945) fue la primera película dramática directa de Garland; Robert Walker fue elegido para el papel masculino principal. Aunque la película fue elogiada por la crítica y obtuvo ganancias, la mayoría de los fanáticos del cine esperaban que ella cantara. No volvió a actuar en un papel dramático que no fuera cantante durante muchos años. Las otras películas de Garland de la década de 1940 incluyen The Harvey Girls (1946), en la que presentó la canción ganadora del Premio Óscar «On the Atchison, Topeka and the Santa Fe» y Till the Clouds Roll By (1946).

### 1947-1950: Últimas películas de MGM
Durante el rodaje de El pirata, Garland sufrió una crisis nerviosa y fue internada en un sanatorio privado. Pudo completar la filmación, pero en julio hizo su primer intento de suicidio, haciéndose pequeños cortes en la muñeca con un vidrio roto. Durante este período, pasó dos semanas en tratamiento en el Centro Austen Riggs, un hospital psiquiátrico en Stockbridge, Massachusetts. El pirata se estrenó en mayo de 1948 y fue la primera película protagonizada por Garland desde The Wizard of Oz que no obtuvo ganancias. Las principales razones de su fracaso no fueron solo su costo, sino también el costo cada vez mayor de los retrasos en el rodaje mientras Garland estaba enferma, así como la falta de voluntad del público en general para aceptarla en una película sofisticada. Después de su trabajo en El pirata, coprotagonizó por primera y única vez con Fred Astaire (quien reemplazó a Gene Kelly después de que Kelly se rompiera el tobillo) en Easter Parade (1948), que se convirtió en su película más taquillera en MGM.[cita requerida]

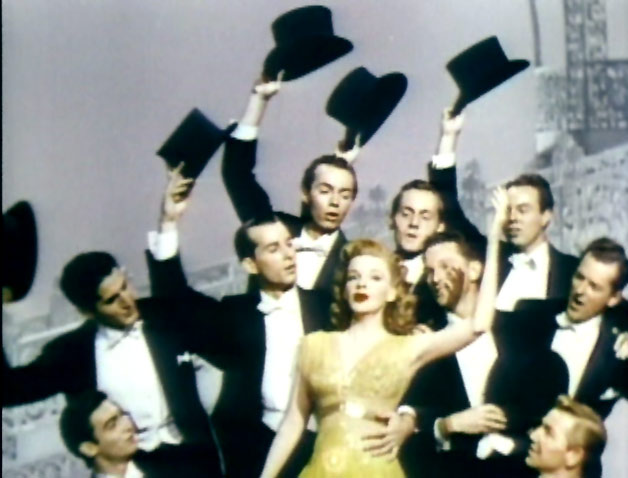
Garland en Till the Clouds Roll By (1946).

Emocionada por los enormes ingresos de taquilla de Easter Parade, MGM inmediatamente unió a Garland y Astaire en The Barkleys of Broadway. Durante la filmación inicial, Garland estaba tomando pastillas para dormir con barbitúricos recetados junto con pastillas obtenidas ilícitamente que contenían morfina. Por esta época, también desarrolló un grave problema con el alcohol. Estos, en combinación con los dolores de cabeza por migraña, la llevaron a perderse varios días seguidos de rodaje. Después de que su médico le informara que solo podría trabajar en incrementos de cuatro a cinco días con períodos de descanso prolongados, el ejecutivo de MGM, Arthur Freed, tomó la decisión de suspenderla el 18 de julio de 1948. Fue reemplazada en la película por Ginger Rogers.
Cuando terminó su suspensión, la llamaron para que volviera al trabajo y finalmente interpretó dos canciones como invitada en la película biográfica de Rodgers y Hart, Words and Music (1948), que fue su última aparición con Mickey Rooney. A pesar del elenco de estrellas, Words and Music apenas alcanzó el punto de equilibrio en la taquilla. Habiendo recuperado su fuerza, así como algo del peso necesario durante su suspensión, Garland se sintió mucho mejor y en el otoño de 1948, regresó a MGM para reemplazar a June Allyson embarazada en la película musical In the Good Old Summertime (1949) coprotagonizada por Van Johnson. Aunque a veces llegaba tarde al estudio durante la realización de esta película, logró terminarla cinco días antes de lo previsto. Su hija Liza hizo su debut cinematográfico a la edad de dos años y medio al final de la película. In the Good Old Summertime tuvo un enorme éxito en la taquilla.
Luego, Garland participó en la adaptación cinematográfica de Annie Get Your Gun en el papel principal de Annie Oakley. Estaba nerviosa ante la perspectiva de asumir un papel fuertemente identificado con Ethel Merman, ansiosa por aparecer en un papel poco glamoroso después de separarse de los papeles juveniles durante varios años y perturbada por el trato que le dio el director Busby Berkeley. Berkeley fue severo con la falta de esfuerzo, actitud y entusiasmo de Garland. Se quejó con Mayer, tratando de que Berkeley fuera despedido de la función. Empezó a llegar tarde al plató ya veces no aparecía. En ese momento, también estaba recibiendo terapia electroconvulsiva para la depresión. Fue despedida de la película el 10 de mayo de 1949 y fue reemplazada por Betty Hutton, quien intervino para realizar todas las rutinas musicales puestas en escena por Robert Alton. Garland se sometió a una extensa estadía en el Hospital Peter Bent Brigham en Boston, Massachusetts, en la que se le quitó la medicación y, después de un tiempo, pudo comer y dormir con normalidad.
Garland regresó a Los Ángeles con más peso y, en el otoño de 1949, fue elegida junto a Gene Kelly en Summer Stock (1950). La película tardó seis meses en completarse. Para perder peso, Garland volvió a tomar las pastillas y resurgió el patrón familiar. Empezó a llegar tarde o no llegar. Cuando se completó la fotografía principal de Summer Stock en la primavera de 1950, se decidió que Garland necesitaba un número musical adicional. Ella accedió a hacerlo siempre que la canción fuera «Get Happy». Además, insistió en que el director Charles Walters coreografiara y escenificara el número. En ese momento, Garland había perdido 15 libras y se veía más esbelta. «Get Happy» fue el último segmento de Summer Stock que se filmó. Fue su última foto para MGM. Cuando se estrenó en el otoño de 1950, Summer Stock atrajo a grandes multitudes y acumuló ingresos de taquilla muy respetables, pero debido a los costosos retrasos en el rodaje causados por Garland, la película registró una pérdida de $80,000 para el estudio.
Garland participó en la película Royal Wedding con Fred Astaire después de que June Allyson quedara embarazada en 1950. No se presentó al plató en varias ocasiones y el estudio suspendió su contrato el 17 de junio de 1950. Fue reemplazada por Jane Powell. Biografías acreditadas después de su muerte afirmaron que después de este último despido, se raspó levemente el cuello con un vidrio roto, lo que solo requirió una curita, pero en ese momento, se informó al público que Garland, abatida, le había cortado la garganta. «Todo lo que pude ver fue más confusión», dijo Garland más tarde sobre este intento de suicidio. «Quería oscurecer tanto el futuro como el pasado. Quería lastimarme a mí misma y a todos los que me habían lastimado». En septiembre de 1950, después de 15 años en el estudio, Garland y MGM se separaron.

### 1950-1963: Carrera posterior, apariciones en el programa de radio de Bing Crosby y estrellato renovado en el escenario

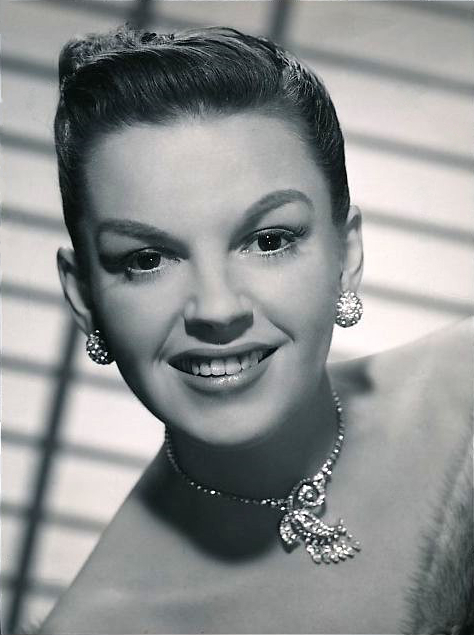
Foto publicitaria de Garland en 1950.

Garland era una invitada frecuente en Kraft Music Hall, organizada por su amigo Bing Crosby. Tras el segundo intento de suicidio de Garland, Crosby, sabiendo que estaba deprimida y sin dinero, la invitó a su programa de radio, el primero de la nueva temporada, el 11 de octubre de 1950.

Ella estaba de pie en las alas de la misma temblando de miedo. Estaba casi histérica. Ella dijo: «No puedo salir porque todos van a estar mirando para ver si hay cicatrices y va a ser terrible». Bing dijo «¿Qué está pasando?» y le conté lo que pasó y él salió al escenario y dijo: «Tenemos una amiga aquí, ella ha tenido un pequeño problema recientemente. Probablemente te enteraste, todo está bien ahora, ella necesita nuestro amor. Ella necesita nuestro apoyo». Ella está aquí, vamos a dárselo, ¿de acuerdo? Aquí está Judy». Y ella salió y ese lugar se volvió loco. Y ella simplemente floreció.
-Hal Kanter, escritor de Bing.

Garland hizo ocho apariciones durante la temporada 1950-1951 de The Bing Crosby - Chesterfield Show, que inmediatamente revitalizó su carrera. Poco después, realizó una gira de cuatro meses para agotar las entradas en Europa.

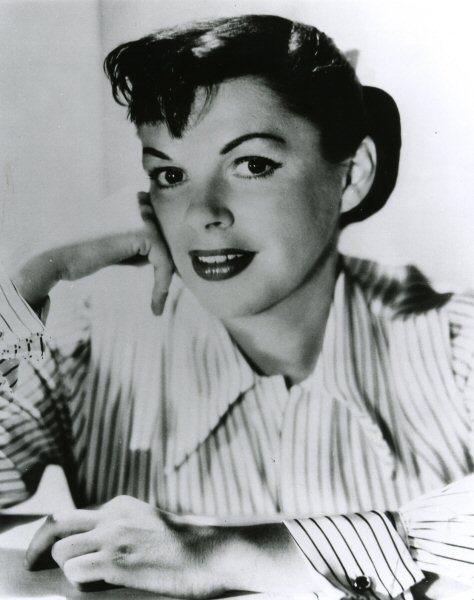
Garland en un fotograma publicitario (1954).

En 1951, Garland comenzó una gira de conciertos de cuatro meses por Gran Bretaña e Irlanda, donde tocó ante audiencias con entradas agotadas en Inglaterra, Escocia e Irlanda. La exitosa gira de conciertos fue el primero de sus muchos regresos, con actuaciones centradas en canciones de Al Jolson y el renacimiento de la «tradición» del vodevil. Garland realizó espectáculos completos como tributo a Jolson en sus conciertos en el London Palladium en abril y en el Palace Theatre de Nueva York ese mismo año.
Garland dijo después del show del Palladium: «De repente supe que este era el comienzo de una nueva vida [...] Hollywood pensó que había terminado; luego llegó la maravillosa oportunidad de aparecer en el London Palladium, donde puedo decir con toda sinceridad que Judy Garland renació». Sus apariciones en el Palladium duraron cuatro semanas, donde recibió críticas muy favorables y una ovación descrita por el gerente del Palladium como la más fuerte que jamás había escuchado.
El compromiso de Garland en el Palace Theatre de Manhattan en octubre de 1951 superó todos los récords anteriores del teatro y de Garland y fue llamado «uno de los mayores triunfos personales en la historia del espectáculo». Garland fue honrada con un premio Tony especial por su contribución al renacimiento del vodevil.
Garland se divorció de Minnelli ese mismo año. El 8 de junio de 1952 se casó con Sidney Luft, su mánager y productor de giras, en Hollister, California. El 21 de noviembre de 1952, Garland dio a luz a su hija Lorna Luft, quien se convirtió en actriz y cantante. El 29 de marzo de 1955 dio a luz a su hijo Joey Luft.

### 1954-1961: Regreso a Hollywood y televisión, conciertos y Carnegie Hall

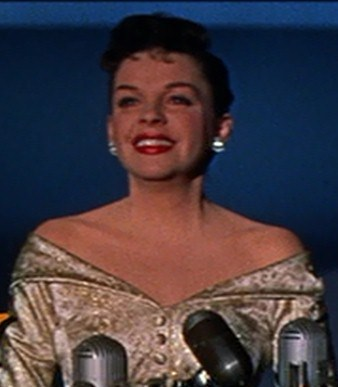
Garland en A Star Is Born (1954).

Garland apareció con James Mason en la película de Warner Bros. A Star Is Born (1954), la primera nueva versión de la película de 1937. Ella y Sidney Luft, su entonces esposo, produjeron la película a través de su compañía productora, Transcona Enterprises, mientras que Warner Bros. proporcionó las finanzas, las instalaciones de producción y el equipo. Dirigida por George Cukor, fue una gran empresa a la que inicialmente se dedicó por completo.
Sin embargo, a medida que avanzaba el rodaje, comenzó a hacer las mismas súplicas de enfermedad que había hecho con tanta frecuencia durante sus últimas películas en MGM. Los retrasos en la producción provocaron sobrecostos y confrontaciones airadas con el jefe de Warner Bros. Jack L. Warner. La fotografía principal terminó el 17 de marzo de 1954. Por sugerencia de Luft, el popurrí «Born in a Trunk» se filmó como un escaparate para ella y se insertó por encima de las objeciones del director Cukor, quien temía que la duración adicional provocaría cortes en otras áreas. Se completó el 29 de julio.
Tras su estreno mundial el 29 de septiembre de 1954, la película fue aclamada por la crítica y el público. Antes de su lanzamiento, fue editado por instrucción de Jack Warner; Los operadores de teatro, preocupados porque estaban perdiendo dinero porque solo podían proyectar la película durante tres o cuatro funciones por día en lugar de cinco o seis, presionaron al estudio para que hiciera reducciones adicionales. Después de sus compromisos de primera ejecución, se cortaron unos 30 minutos de metraje, lo que provocó la indignación entre críticos y espectadores. Aunque todavía era popular, atraía a grandes multitudes y recaudaba más de $6 millones en su primer lanzamiento, A Star is Born no recuperó su costo y terminó perdiendo dinero. Como resultado, la posición financiera segura que Garland esperaba de las ganancias no se materializó. Transcona no hizo más películas con Warner.

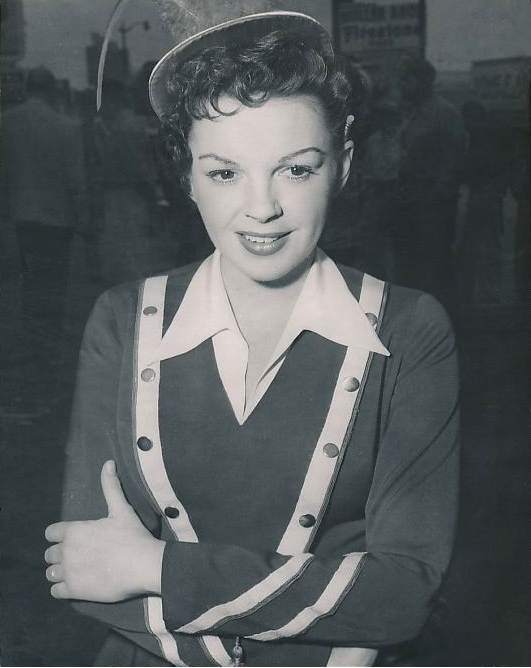
Judy Garland en el lugar filmando una escena como una tienda de autos en un restaurante.

Garland fue nominada al Premio Óscar a la mejor actriz y, en el período previo a la 27.ª edición de los Premios Óscar, se esperaba que ganara por A Star Is Born. No pudo asistir a la ceremonia porque acababa de dar a luz a su hijo Joseph Luft, por lo que un equipo de televisión estaba en su habitación del hospital con cámaras y cables para transmitir su anticipado discurso de aceptación. El Óscar lo ganó, sin embargo, Grace Kelly por La chica de campo (1954). El equipo de cámara estaba empacando antes de que Kelly pudiera llegar al escenario. Groucho Marx envió a Garland un telegrama después de la ceremonia de premiación, declarando que su pérdida era «el mayor robo desde Brinks». Time etiquetó su actuación como «casi el mejor espectáculo de una mujer en la historia del cine moderno». Garland ganó el Premio Globo de Oro por mejor actriz en una comedia o musical por el papel.
Las películas de Garland después de A Star is Born incluyeron Judgment at Nuremberg (1961) (por la que fue nominada al Óscar y al Globo de Oro a la mejor actriz de reparto), el largometraje animado Gay Purr-ee (1962) y A Child Is Waiting (1963) con Burt Lancaster. Su última película fue I Could Go On Singing (1963), coprotagonizada por Dirk Bogarde.

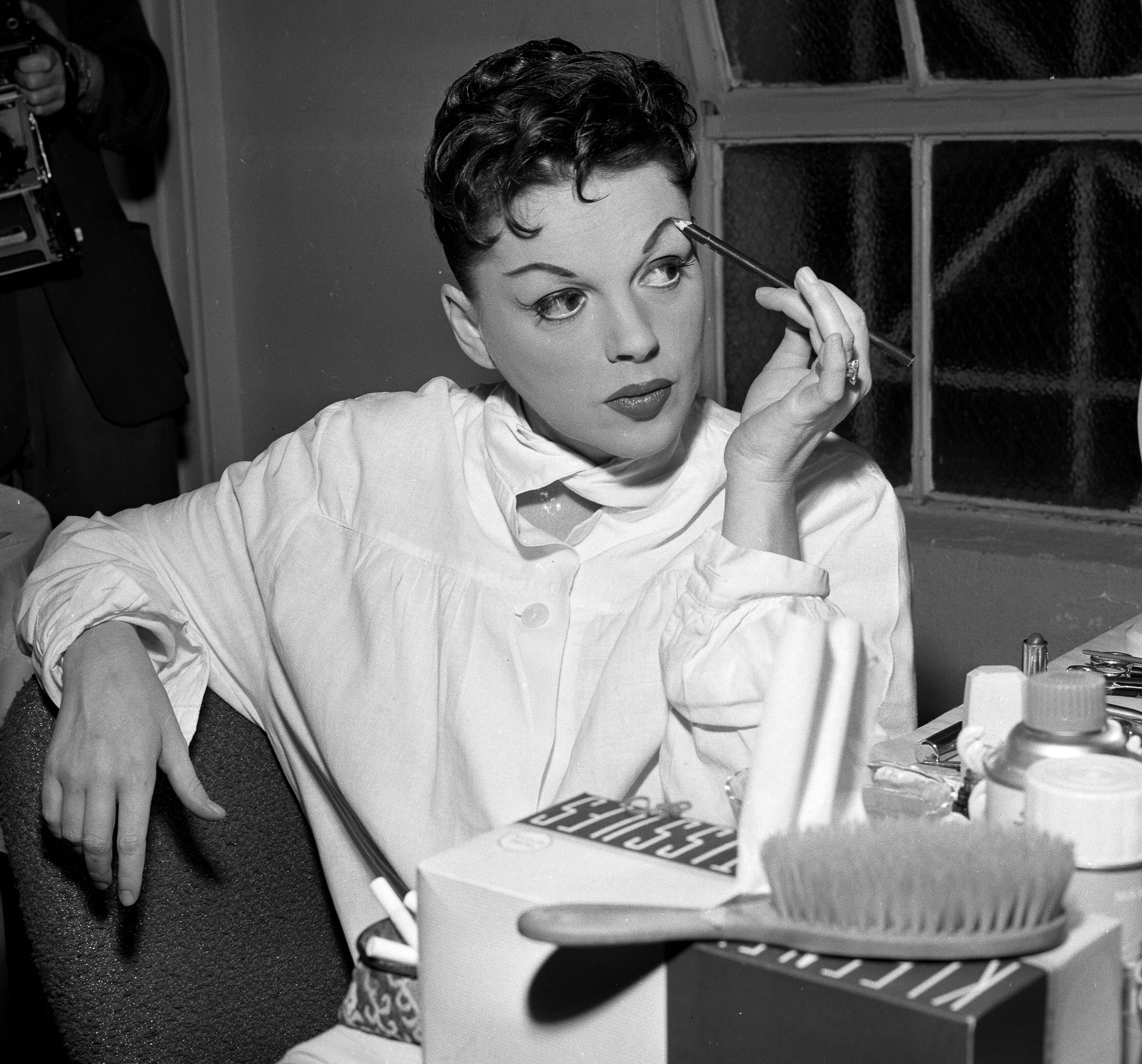
Garland en su camerino en el Greek Theathre (1957).

Garland apareció en varios especiales de televisión a partir de 1955. El primero fue el episodio debut de 1955 de Ford Star Jubilee; esta fue la primera transmisión en color a gran escala en CBS y fue un triunfo de los índices de audiencia, con una puntuación de 34,8 Calificación de Nielsen. Ella firmó un contrato de $300,000 por tres años con la cadena. Solo se transmitió un especial adicional en 1956, una edición de concierto en vivo de General Electric Theatre, antes de que la relación entre Lufts y CBS se rompiera en una disputa sobre el formato planificado de los próximos especiales.
En 1956, Garland actuó durante cuatro semanas en el New Frontier Hotel en Las Vegas Strip por un salario de $55,000 por semana, lo que la convirtió en la artista mejor pagada para trabajar. Las Vegas. A pesar de un breve ataque de laringitis, cuando Jerry Lewis la reemplazó para una actuación mientras miraba desde una silla de ruedas, sus actuaciones allí fueron tan exitosas que su presentación se extendió una semana más. Más tarde ese año, regresó al Palace Theatre. , lugar de su triunfo de dos al día. Abrió sus puertas en septiembre, una vez más con excelentes críticas y elogios del público.
En noviembre de 1959, Garland fue hospitalizada luego de que le diagnosticaran hepatitis aguda. Durante las próximas semanas, se drenaron varios cuartos de líquido de su cuerpo hasta que fue dada de alta del hospital en enero de 1960, todavía débil. Los médicos le dijeron que probablemente le quedaban cinco años de vida o menos y que, incluso si sobrevivía, sería semiinválida y nunca volvería a cantar. Inicialmente se sintió «muy aliviada» por el diagnóstico. «Me quité la presión por primera vez en mi vida». Sin embargo, se recuperó durante los meses siguientes y en agosto de ese año volvió al escenario del Palladium. Se sintió tan acogida por los británicos que anunció su intención de mudarse permanentemente a Inglaterra.
A principios de 1960, Garland firmó un contrato con Random House para escribir su autobiografía. El libro se llamaría The Story of Judy Garland y sería una colaboración con Fred F. Finklehoffe. Garland recibió un anticipo de $35,000 y ella y Finklehoffe grabaron conversaciones sobre su vida para usarlas en la producción de un manuscrito. Garland trabajó en su autobiografía de forma intermitente a lo largo de la década de 1960, pero nunca la completó. Partes de su autobiografía inconclusa se incluyeron en la biografía de 2014, Judy Garland on Judy Garland: Interviews and Encounters de Randy L. Schmidt.
Su aparición en el concierto en el Carnegie Hall el 23 de abril de 1961 fue un hito considerable, llamado por muchos «la mejor noche en la historia del mundo del espectáculo». El álbum de dos discos Judy en el Carnegie Hall fue certificada oro, figurando durante 95 semanas en Billboard, incluidas 13 semanas en el número uno. Ganó cuatro Premios Grammy, incluido el Álbum del año y el Mejor voz femenina del año.

### 1961-1969:The Judy Garland Showy últimos años

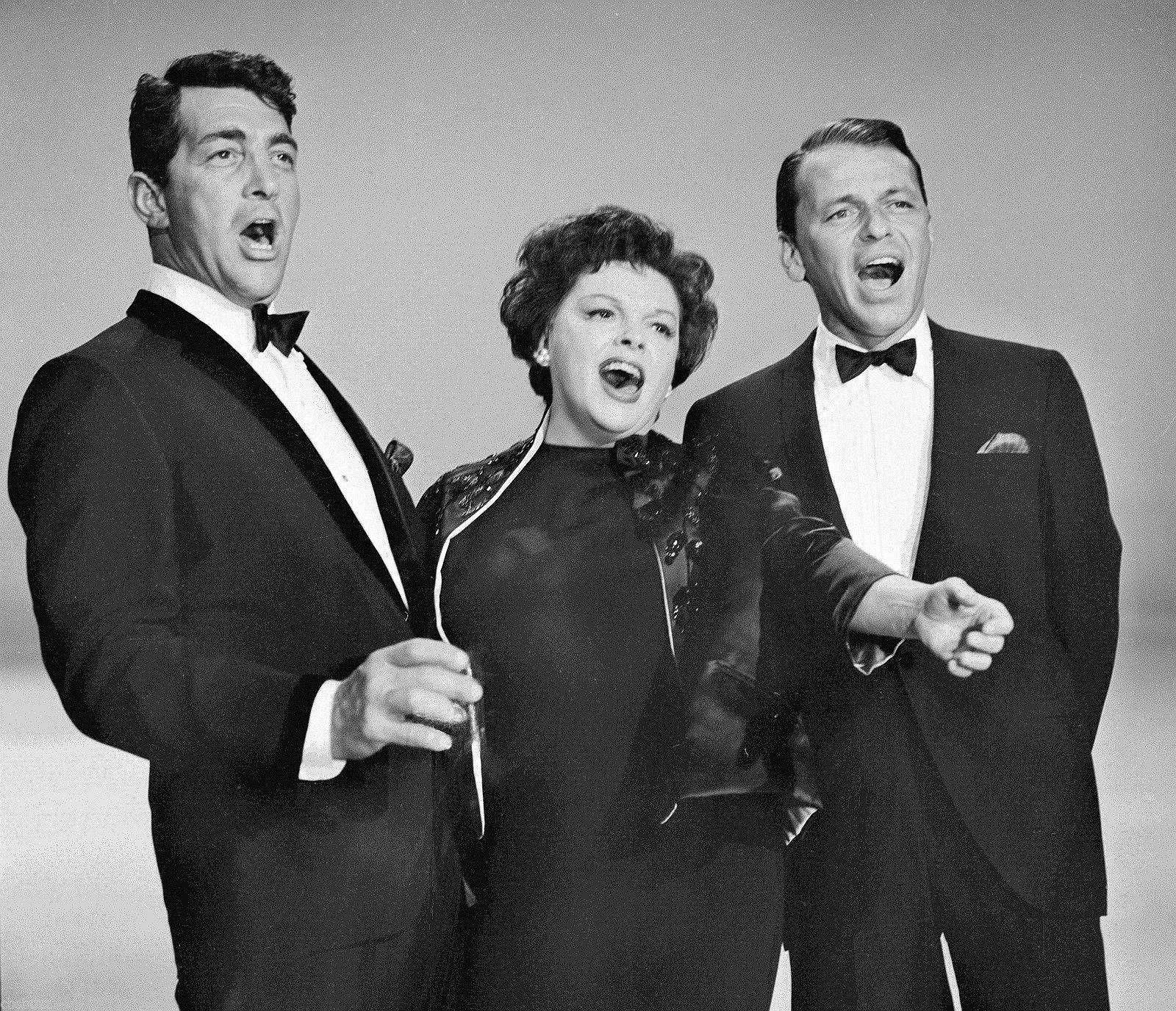
Dean Martin, Garland y Frank Sinatra en el especial de televisión de 1962 The Judy Garland Show.

En 1961, Garland y CBS resolvieron sus disputas contractuales con la ayuda de su nuevo agente, Freddie Fields, y negociaron una nueva ronda de especiales. El primero, titulado The Judy Garland Show, se emitió el 25 de febrero de 1962 e invitados destacados Frank Sinatra y Dean Martin. Después de este éxito, CBS hizo una oferta de $24 millones para una serie de televisión semanal propia, también llamada The Judy Garland Show, que se consideró en el tiempo en la prensa como «el mayor contrato de talento en la historia de la televisión». Aunque ya había dicho en 1955 que nunca haría una serie de televisión semanal, a principios de la década de 1960, se encontraba en una situación financiera precaria. Tenía una deuda de varios cientos de miles de dólares con el Servicio de Impuestos Internos, ya que no pagó impuestos en 1951 y 1952 y el fracaso de A Star is Born significó que no recibió nada de esa inversión.
Después de un tercer especial, Judy Garland and Her Invites Phil Silvers y Robert Goulet, la serie semanal de Garland debutó el 29 de septiembre de 1963. The Judy Garland Show fue elogiado por la crítica, pero por una variedad de razones (incluyendo estar ubicada en el horario opuesto a Bonanza en NBC), el programa duró solo una temporada y fue cancelado en 1964 después de 26 episodios. A pesar de su corta duración, la serie fue nominada a cuatro Premios Emmy, incluida la Mejor serie de variedades.
Durante este tiempo, Garland tuvo una aventura de seis meses con el actor Glenn Ford. El biógrafo de Garland Gerald Clarke, el hijo de Ford Peter, el cantante Mel Tormé y su esposo Sid Luft escribieron sobre el asunto en sus respectivas biografías. La relación comenzó en 1963 mientras Garland estaba haciendo su programa de televisión. Ford asistiría a las grabaciones del programa sentado en la primera fila mientras Garland cantaba. A Ford se le atribuye haberle dado a Garland una de las relaciones más estables de su vida posterior. Ford (un notorio mujeriego, según Peter Ford) puso fin a la aventura cuando se dio cuenta de que Garland quería casarse con él.
En 1963, Garland demandó a Sidney Luft por el divorcio por crueldad mental. También afirmó que él la había golpeado repetidamente mientras bebía y que había intentado quitarle a sus hijos por la fuerza. Ella había solicitado el divorcio de Luft en varias ocasiones anteriores, incluso en 1956, pero se habían reconciliado en todas las ocasiones.

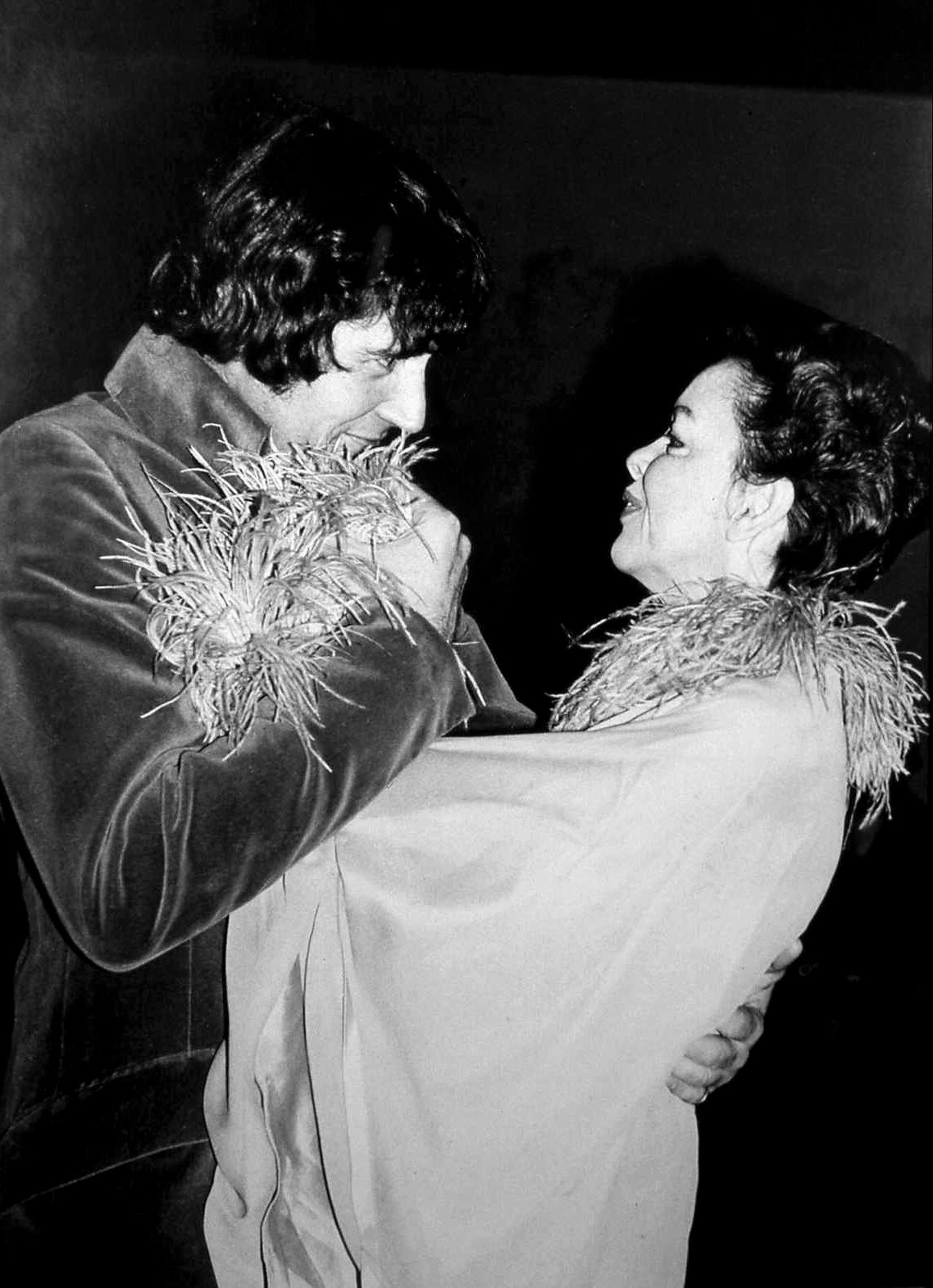
Mickey Deans y Garland en su boda en Londres en marzo de 1969, tres meses antes de su muerte.

Después de que se cancelara su serie de televisión, Garland volvió a trabajar en el escenario. Regresó al London Palladium actuando con su hija de 18 años, Liza Minnelli, en noviembre de 1964. El concierto también se mostró en la cadena de televisión británica ITV y fue una de sus últimas apariciones en el lugar. Hizo apariciones especiales en The Ed Sullivan Show y The Tonight Show. Garland fue la anfitriona invitada de un episodio de The Hollywood Palace con Vic Damone. Fue invitada a regresar para un segundo episodio en 1966 con Van Johnson como invitada. Los problemas con el comportamiento de Garland terminaron con sus apariciones como invitada en el Hollywood Palace.
Una gira de 1964 por Australia terminó mal. Los primeros dos conciertos de Garland en Sídney se llevaron a cabo en el Sydney Stadium porque ninguna sala de conciertos podía acomodar a la multitud desbordante que quería verla. Ambos salieron bien y recibieron críticas positivas. Su tercera actuación, en Melbourne, comenzó con una hora de retraso. La multitud de 7.000 personas se enojó por su tardanza y creyó que estaba borracha; la abuchearon y la interrumpieron y ella huyó del escenario después de 45 minutos. Más tarde caracterizó a la multitud de Melbourne como «brutal». La aparición de Garland en Melbourne obtuvo una respuesta negativa de la prensa.
El promotor de la gira de Garland, Mark Herron, anunció que se habían casado a bordo de un carguero frente a la costa de Hong Kong. Sin embargo, ella no estaba oficialmente divorciada de Luft en el momento en que se realizó la ceremonia. El divorcio se hizo definitivo el 19 de mayo de 1965 y ella y Herron no se casaron legalmente hasta el 14 de noviembre de 1965; se separaron cinco meses después. Durante su divorcio, Garland testificó que Herron la había golpeado. Herron afirmó que «solo la golpeó en defensa propia».
Durante gran parte de su carrera durante la década de 1950 y principios de la de 1960, su esposo, Sidney Luft, había sido su gerente. Sin embargo, Garland finalmente se separó de Luft profesionalmente y firmó con los agentes Freddie Fields y David Begelman. Para el otoño de 1966, Garland también se había separado de Fields y Begelman. La mala administración del dinero de Garland por parte de Fields y Begelman, así como la malversación de gran parte de sus ganancias, ocasionó que ella tuviera alrededor de $500,000 en total en deudas personales y en deudas con el IRS. El IRS colocó gravámenes fiscales sobre su casa en Brentwood, Los Ángeles, su contrato de grabación con Capitol Records y cualquier otro negocio del que pudiera obtener ingresos.
Garland quedó en una situación desesperada que la vio vender su casa de Brentwood a un precio muy por debajo de su valor. Luego fue elegida en febrero de 1967 para el papel de Helen Lawson en Valley of the Dolls de 20th Century Fox. Según la coprotagonista Patty Duke, el director Mark Robson trató mal a Garland en el set de Valley of the Dolls y fue contratada principalmente para aumentar la publicidad de la película. Después del despido de Garland de la película, la autora Jacqueline Susann dijo en el documental de televisión de 1967 Jacqueline Susann and the Valley of the Dolls: «Creo que Judy siempre volverá. Ella bromea sobre hacer muchas reapariciones, pero creo que Judy tiene una especie de cosa en la que tiene que llegar al fondo de la cuerda y las cosas se ponen muy, muy duras para ella. Luego, con una increíble fuerza interior que solo proviene de cierto genio, ella regresa más grande que nunca».
Volviendo al escenario, Garland hizo uno de sus últimos conciertos en Estados Unidos con apariciones en el Palace Theatre de Nueva York en julio de 1967, un puesto de 27 espectáculos, actuando con sus hijos Lorna y Joey Luft. Llevaba un traje pantalón con lentejuelas en el escenario para esta gira; el traje pantalón era parte del guardarropa original de su personaje en Valley of the Dolls. Garland ganó más de $200,000 de su última presentación en el Palace Theatre de Nueva York de su participación del 75% en las ganancias generadas por su compromiso allí. En la noche de cierre en el Palacio, los agentes fiscales federales incautaron la mayoría de sus ganancias.
A principios de 1969, la salud de Garland se había deteriorado. Actuó en Londres en el club nocturno Talk of the Town durante cinco semanas en las que le pagaron £2500 por semana e hizo su última aparición en un concierto en Copenhague en marzo de 1969. Después de finalizar su divorcio de Herron el 11 de febrero, se casó con su quinto y último esposo, el gerente del club nocturno Mickey Deans, en la oficina de registro de Chelsea, Londres, el 15 de marzo.

## Muerte

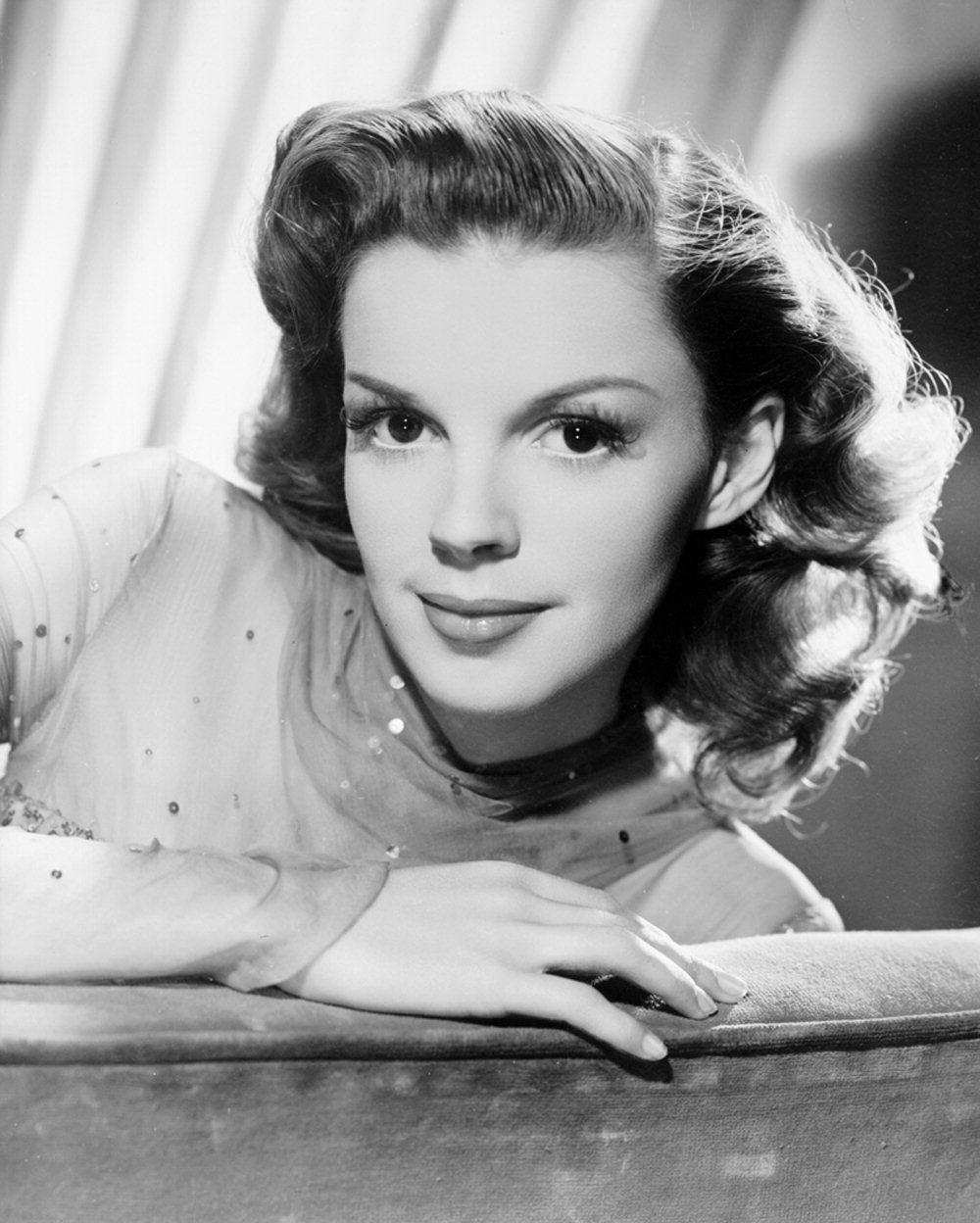
Garland en The Harvey Girls (1945).

El 22 de junio de 1969, Garland fue encontrada muerta en el baño de su casa alquilada en Cadogan Lane, Belgravia, Londres. En la investigación, el forense Gavin Thurston declaró que la causa de la muerte fue “una sobredosis no programada” de barbitúricos; su sangre contenía el equivalente a diez cápsulas Seconal de 1,5 gramos (97 mg). Thurston enfatizó que la sobredosis no había sido intencional y que ninguna evidencia sugería que tenía la intención de suicidarse. La autopsia de Garland no mostró inflamación del revestimiento de su estómago ni residuos de drogas en su estómago, lo que indica que la droga se había ingerido durante un largo período de tiempo, en lugar de una sola dosis. Su certificado de defunción decía que su muerte fue «accidental». Apoyando la causa accidental, el médico de Garland señaló que se encontró una receta de 25 pastillas de barbitúricos al lado de su cama medio vacía y otro frasco de 100 pastillas de barbitúricos aún estaba sin abrir.
Un especialista británico que había asistido a la autopsia de Garland declaró que, sin embargo, había estado viviendo un tiempo prestado debido a la cirrosis, aunque una segunda autopsia realizada más tarde no informó evidencia de alcoholismo o cirrosis. Su coprotagonista de The Wizard of Oz, Ray Bolger, comentó en su funeral: «Ella simplemente se desgastó». El patólogo forense Jason Payne-James creía que Garland tenía un trastorno alimentario (la psicóloga Linda Papadopoulos afirmó que probablemente era bulimia nerviosa), lo que contribuyó a su muerte.
Después de que el cuerpo de Garland fue embalsamado y vestido con el mismo vestido de seda gris que usó en su boda con Deans, Deans viajó con sus restos a la ciudad de Nueva York el 26 de junio de 1969, donde aproximadamente 20,000 personas hicieron fila para presentar sus respetos en la capilla funeraria Frank E. Campbell en Manhattan, que permaneció abierta toda la noche para acomodar a la multitud desbordante. El 27 de junio de 1969, James Mason pronunció un elogio en el funeral, un servicio episcopal dirigido por el Rev. Peter Delaney de la iglesia parroquial de St Marylebone, Londres, quien había oficiado su matrimonio con Deans, tres meses antes. «El gran regalo de Judy», dijo Mason en su elogio, «era que podía arrancar lágrimas de los corazones de roca [...] Ella dio tan rica y generosamente, que no había moneda para pagarla». El público y la prensa estaban prohibidos. Fue enterrada en una cripta en el mausoleo de la comunidad en el cementerio de Ferncliff en Hartsdale, Nueva York, una ciudad a 24 millas (39 km) al norte del centro de Manhattan.

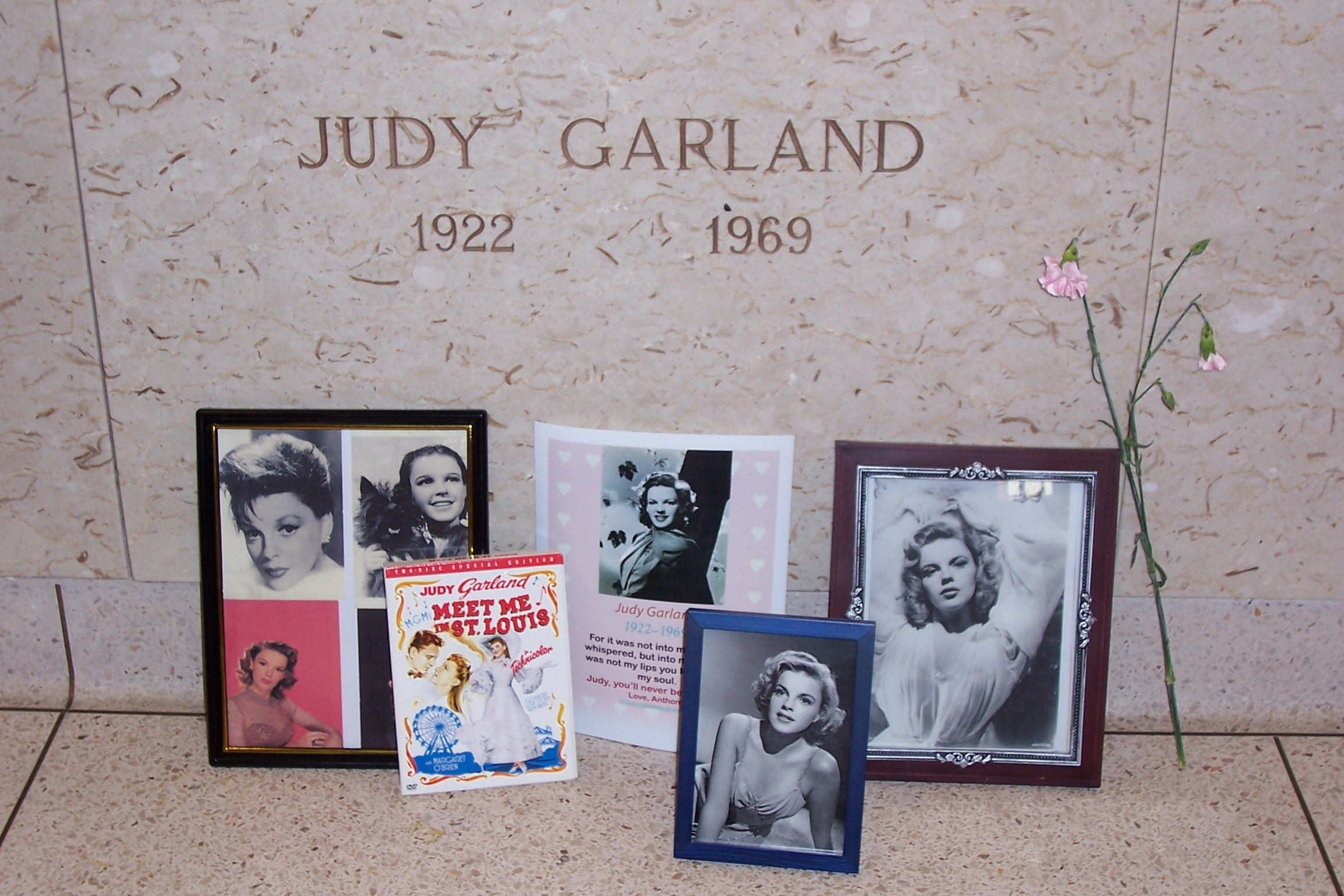
Lápida de Garland en 2017.

Tras la muerte de Garland, a pesar de haber ganado millones durante su carrera, su patrimonio ascendía a 40.000 dólares (equivalente a 230.000 dólares en 2021). Años de mala gestión de sus asuntos financieros por parte de sus representantes y personal junto con su generosidad hacia su familia y varias causas dieron como resultado su mala situación financiera al final de su vida. En su última voluntad, firmada y sellada a principios de 1961, Garland hizo muchos legados generosos que no pudo cumplir porque su patrimonio llevaba endeudado durante muchos años. Su hija, Liza Minnelli, trabajó para pagar las deudas de su madre con la ayuda del amigo de la familia Frank Sinatra. En 1978, su exmarido Sidney Luft subastó una selección de artículos personales de Garland con el apoyo de su hija Lorna Luft y su hijo Joey. Se ofrecieron a la venta casi 500 artículos, desde utensilios de cocina de cobre hasta arreglos musicales. La subasta recaudó US$250.000 (equivalente a US$830.000 en 2021) para sus herederos.
A pedido de sus hijos, los restos de Garland fueron desenterrados del cementerio de Ferncliff en enero de 2017 y vueltos a enterrar a 4500 km de distancia, al otro lado del país, en el cementerio Hollywood Forever en Los Ángeles.

## Arte y reconocimiento

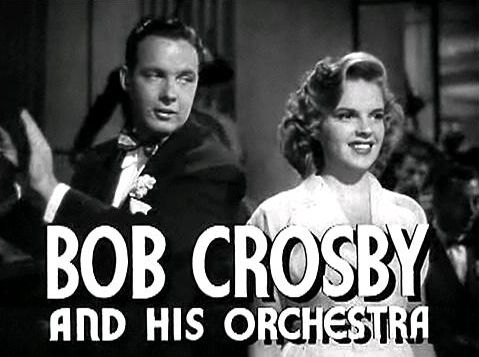
Con Bob Crosby en Presenting Lily Mars (1943).

Garland poseía una voz de contralto para cantar, descrita como latona y, poderosa, natural y resonante, a menudo demostrando un trémulo, poderoso vibrato. Aunque su rango era comparativamente limitado, Garland era capaz de alternar entre timbres femeninos y masculinos con poco esfuerzo. El corresponsal de Richmond Times-Dispatch, Tony Farrell, escribió que poseía «una voz de contralto profunda y aterciopelada que podía convertirse en un centavo para sacar las notas altas». Ron O'Brien, productor del álbum tributo The Definitive Collection - Judy Garland (2006), escribió la combinación de la cantante de fraseo natural, entrega elegante, patho madura «y dinámica poderosamente dramática que aporta a [...] las canciones hacen de sus [interpretaciones] las interpretaciones definitivas».
La escritora de The Huffington Post Joan E. Dowlin calificó el período de la carrera musical de Garland entre 1937 y 1945 como los «años inocentes», durante los cuales la crítica cree que la «voz de la cantante era vibrante y su expresión musical exuberante», tomando nota de su resonancia y calidad distintiva, «rica pero dulce» «que te atrapa y te atrae». La voz de Garland a menudo variaba para adaptarse a la canción que estaba interpretando, desde suave, atractiva y tierna durante las baladas hasta humorística en algunos de sus dúos con otros artistas. Sus actuaciones más alegres, belted han sido comparadas con las de los artistas Sophie Tucker, Ethel Merman y Al Jolson. Aunque su repertorio musical consistía en gran parte en grabaciones del elenco, show tune y estándares pop tradicionales, Garland también era capaz de cantar soul, blues y música de jazz, que Dowlin comparó con el cantante Elvis Presley.
Garland siempre afirmó que su talento como intérprete era heredado y dijo: «Nadie me enseñó nunca qué hacer en el escenario». Garland siempre había sonado madura para su edad, particularmente en sus grabaciones anteriores. Desde temprana edad, Garland había sido anunciada como «la niña con pulmones de cuero», una designación por la que la cantante admitió más tarde haberse sentido humillada porque hubiera preferido que el público la conociera como una «linda» o «buena niña».
Jessel recordó que, incluso con solo 12 años, la voz de Garland para cantar se parecía a la de «una mujer con un corazón herido». El colaborador de The Kansas City Star, Robert Trussel, citó la voz de Garland como una de las razones por las que su papel en The Wizard of Oz sigue siendo memorable, y escribió que aunque «podría haber sido maquillada y disfrazada para parecerse a una niña pequeña [...] no cantaba como una» debido a su «poderosa atención de contralto».

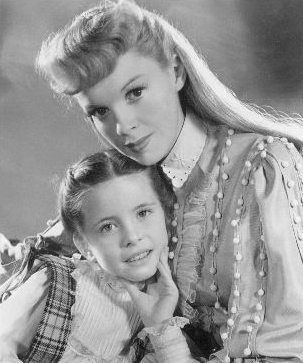
Garland con Margaret O'Brien en Meet Me in St. Louis (1944).

Camille Paglia, escribiendo para The New York Times, bromeó diciendo que incluso en la vida adulta de Garland, «su cuerpo pequeño palpitaba literalmente con su enorme voz», lo que hacía que pareciera que estaba «en guerra con su propio cuerpo». Cree que todos los actores de teatro musical deberían al menos esforzarse por lograrlo. Trussel estuvo de acuerdo en que «la voz de Garland sonaba completamente natural. Nunca pareció forzada o demasiado entrenada».
Escribiendo para Turner Classic Movies, el biógrafo Jonathan Riggs observó que Garland tenía una tendencia a imbuir su voz con una combinación paradójica de «fragilidad y resiliencia» que eventualmente se convirtió en una marca registrada de ella. Este estilo característico de sus actuaciones solía estar marcado con poder en su voz, enunciación pronunciada y proyectaba una sensación de vulnerabilidad a través de su canto y lenguaje corporal. Michael Bronski escribe en su libro Culture Clash:

«Había dolor en su voz y una inmediatez en su interpretación que daba la impresión de que era su dolor».

Louis Bayard de The Washington Post describió la voz de Garland como «palpitante», creyendo que era capaz de «conectarse con [audiencias] de una manera que ninguna otra voz lo hace». Bayard también cree que a los oyentes «les resulta difícil separar la tristeza de su voz de la tristeza que persiguió su vida», mientras que Dowlin argumentó que «escuchar a Judy cantar [...] me hace olvidar toda la angustia y el sufrimiento que debe haber soportado».
El obituario de The New York Times en 1969 observó que Garland, ya sea intencionalmente o no, «trajo consigo [...] todos los fantasmas bien publicitados de su crisis emocional, los colapsos de su carrera y los regresos» al escenario durante actuaciones posteriores. El mismo escritor dijo que la voz de Garland cambió y perdió parte de su calidad a medida que envejecía, aunque conservó gran parte de su personalidad. Contribuyendo a Irish Independent, Julia Molony observó que la voz de Garland, aunque «todavía llena de emoción», finalmente había comenzado a «crujir con el peso de años de decepción y de una vida dura» cuando actuó en el Carnegie Hall en 1961.
De manera similar, la entrada del registro en vivo en la Biblioteca del Congreso escribió que «si bien su voz aún era fuerte, también había ganado un poco de peso y un poco de desgaste»; la autora Cary O'Dell cree que el tono áspero y el «estremecimiento ocasional» de Garland solo «aumentaron el cociente emocional de muchos de sus números», particularmente en sus canciones emblemáticas «Over the Rainbow» y «The Man That Got Away». Garland afirmó que siempre se sentía más segura y en casa mientras actuaba en el escenario, independientemente del estado de su voz. Su talento musical ha sido elogiado por sus compañeros; la cantante de ópera Maria Callas dijo una vez que Garland poseía «la voz más soberbia que jamás había escuchado», mientras que el cantante y actor Bing Crosby dijo que «ningún otro cantante podía compararse con ella» cuando Garland descansaba.

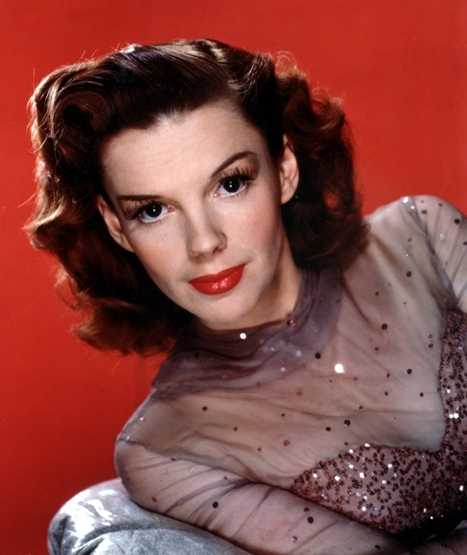
Judy Garland en The Harvey Girls (1945).

Garland era conocida por interactuar con su audiencia durante las presentaciones en vivo; el obituario de The New York Times escribió que Garland poseía «una necesidad aparentemente insaciable de que su audiencia respondiera con elogios y afecto. Y, a menudo, lo hacían, gritando: 'Te amamos, Judy, te amamos'». La propia Garland explicó en 1961: «Una recepción realmente buena me hace sentir como si tuviera una gran almohadilla térmica caliente sobre mí [...] Realmente tengo un gran amor por la audiencia y solía querer demostrárselo dándoles sangre. Pero ahora tengo algo nuevo y divertido, una verdadera determinación de hacer que la gente disfrute del espectáculo».
El escritor de The New York Times la describió como «una actriz y una comediante instintivas». El colaborador anónimo comentó que el estilo de interpretación de Garland se asemejaba al de «una artista de music hall en una era en la que los music halls eran obsoletos» después de que sus apariciones en películas fueran menos frecuentes era inusual para un artista en ese momento.
Garland ha sido identificada como una triple amenaza debido a su habilidad para cantar, actuar y bailar, posiblemente igualmente bien. Doug Strassler, un crítico de New York Press, describió a Garland como una «triple amenaza» que «pasaba de los musicales familiares a los dramas para adultos con una precisión y un talento que sigue sin igual». En términos de actuación, Peter Lennon, escribiendo para The Guardian en 1999, identificó a Garland como un «camaleón» debido a su habilidad para alternar entre papeles cómicos, musicales y dramáticos, citando The Wizard of Oz, The Clock, A Star is Born y I Could Go On Singing, su último papel en la película, como ejemplos destacados. Michael Musto, periodista de la revista W, escribió que en sus papeles cinematográficos, Garland «podía proyectar decencia, vulnerabilidad y coraje como ninguna otra estrella y lo envolvía con una voz trémulamente hermosa que podía derretir incluso al troll más endurecido».

## Imagen pública y reputación

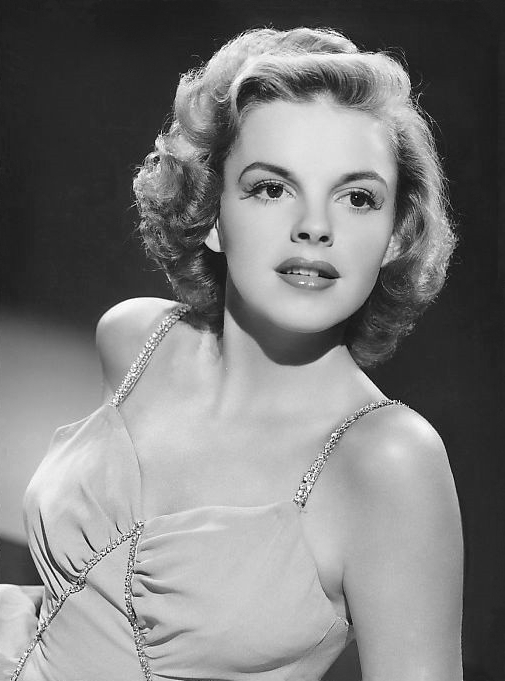
Foto publicitaria de Garland de 1943.

Garland era casi tan famosa por sus luchas personales en la vida cotidiana como por su carrera en el entretenimiento. Se la ha asociado estrechamente con su imagen de chica de al lado cuidadosamente cultivada. Al principio de su carrera durante la década de 1930, la imagen pública de Garland le había valido el título de «hermana pequeña favorita de Estados Unidos», así como el título de «Pequeña Miss Showbusiness».
En una reseña para el Star Tribune, Graydon Royce escribió que la imagen pública de Garland seguía siendo la de «una chica del Medio Oeste que no podía creer dónde estaba», a pesar de haber sido una celebridad bien establecida durante más de 20 años. Royce cree que los fanáticos y el público insistieron en preservar su memoria de Garland como Dorothy sin importar cuánto maduró, llamándola «cautiva no de su propio deseo de permanecer joven, sino cautiva del deseo del público de preservarla de esa manera». Por lo tanto, el estudio continuó eligiendo a Garland para papeles que eran significativamente más jóvenes que su edad real.
Según Malony, Garland fue una de las artistas más trabajadoras de Hollywood durante la década de 1940, lo que Malony afirma que utilizó como mecanismo de defensa después de que su primer matrimonio implosionara. Sin embargo, los empleados del estudio recuerdan que Garland tenía una tendencia a ser bastante intensa, testaruda y volátil. El autor de Judy Garland: The Secret Life of an American Legend, David Shipman, afirma que varias personas se sintieron frustradas por el «narcisismo» y la «creciente inestabilidad» de Garland, mientras que millones de fanáticos consideraron que su comportamiento público y su estado psicológico eran «frágiles», pareciendo neuróticos en las entrevistas.
MGM informa que Garland llegaba constantemente tarde y demostraba un comportamiento errático, lo que resultó en varios retrasos e interrupciones en los horarios de filmación hasta que finalmente fue despedida del estudio, lo que la había considerado poco confiable y difícil de manejar. Farrell llamó a Garland «una bolsa sorpresa de contradicciones» que «siempre ha sido un festín para la imaginación estadounidense», y describió su personalidad pública como «incómoda pero directa, tímida pero descarada». Al describir a la cantante como «tierna y entrañable pero salvaje y turbulenta», Paglia escribió que Garland «trazó un camino de destrucción a lo largo de muchas vidas. Y a partir de ese caos, hizo un arte de una intensidad aún abrasadora». Llamándola «una criatura de extremos, codiciosa, sensual y exigente, glotona de placer y dolor», Paglia también comparó a Garland con el animador Frank Sinatra debido a su «personalidad emblemática compartida [...] en la que la audiencia masiva proyecta ed sus esperanzas y decepciones», mientras observa que carecía de las habilidades de supervivencia de Sinatra.
A pesar de su éxito como intérprete, Garland sufría de baja autoestima, particularmente con respecto a su peso, que constantemente hacía dieta para mantener a instancias del estudio y Mayer; críticos e historiadores creen que esto fue el resultado de que los ejecutivos del estudio le dijeran que era un «patito feo». El columnista de Entertainment Weekly, Gene Lyons, observó que tanto el público como los miembros de la industria del entretenimiento «tendían a amarla u odiarla».
En un momento, Stevie Phillips, que había trabajado como agente de Garland durante cuatro años, describió a su cliente como «un drogadicto demente, exigente y sumamente talentoso». Royce argumenta que Garland mantuvo «una fuerza y un coraje asombrosos», incluso en tiempos difíciles. El actor inglés Dirk Bogarde llamó una vez a Garland «la mujer más divertida que he conocido». Ruhlmann escribió que la vida personal de la cantante «contrastaba tan marcadamente con la exuberancia e inocencia de sus papeles cinematográficos».
A pesar de sus luchas personales, Garland no estuvo de acuerdo con la opinión pública de que era una figura trágica. Su hija menor, Lorna, estuvo de acuerdo en que Garland «odiaba» que se la llamara una figura trágica, y explicó: «Todos tenemos tragedias en nuestras vidas, pero eso no nos convierte en trágicos. Era divertida, cálida y maravillosamente dotada. Tuvo grandes logros y grandes momentos en su carrera. También tuvo grandes momentos en su vida personal. Sí, la perdimos a los 47 años. Eso fue trágico. Pero ella no era una figura trágica». Ruhlmann argumenta que Garland en realidad usó la opinión pública sobre su trágica imagen a su favor hacia el final de su carrera.

## Reconocimientos y legado

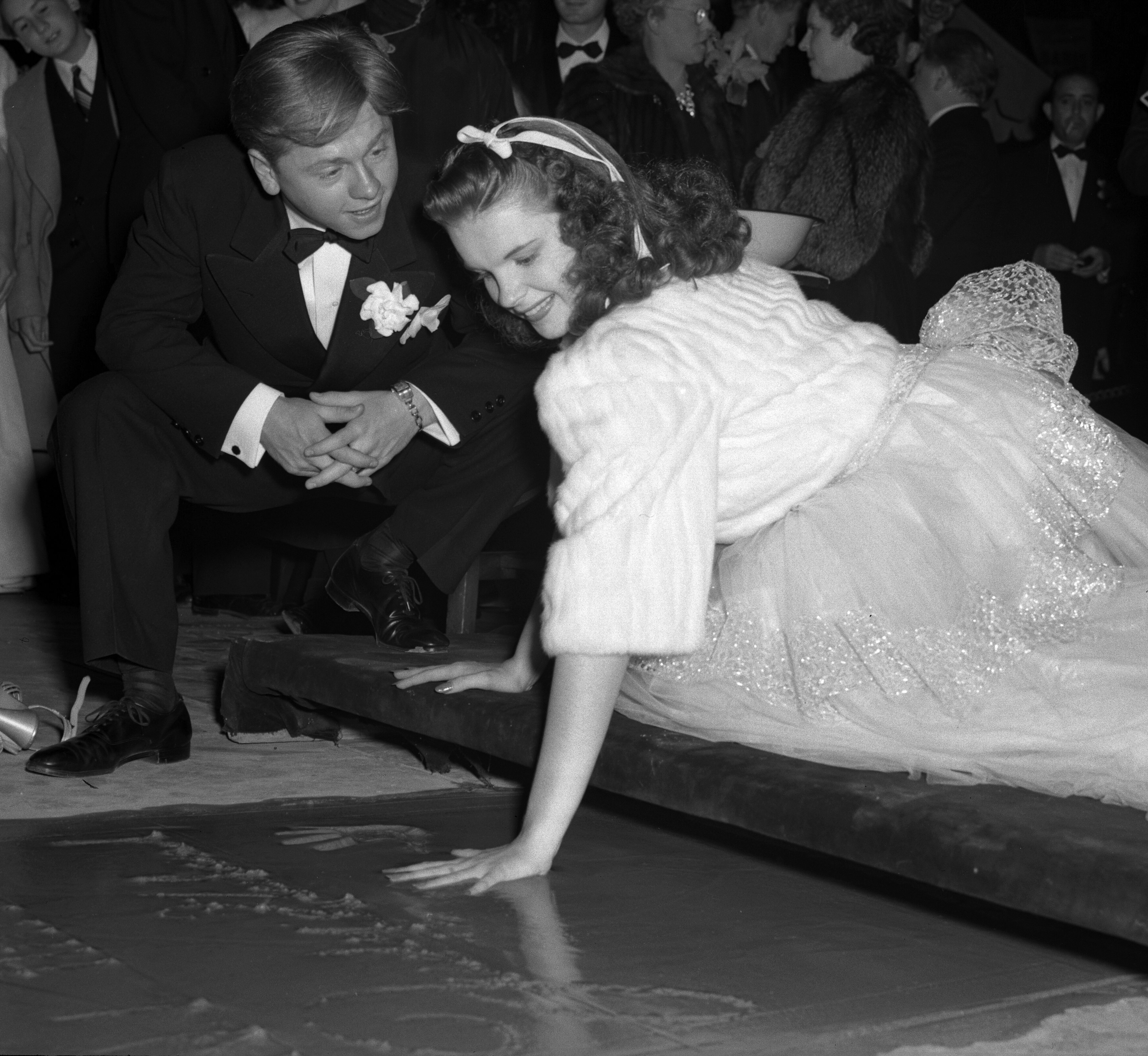
Mickey Rooney viendo a Garland poner la huella de su mano en concreto en el Teatro Chino de Grauman en 1939.

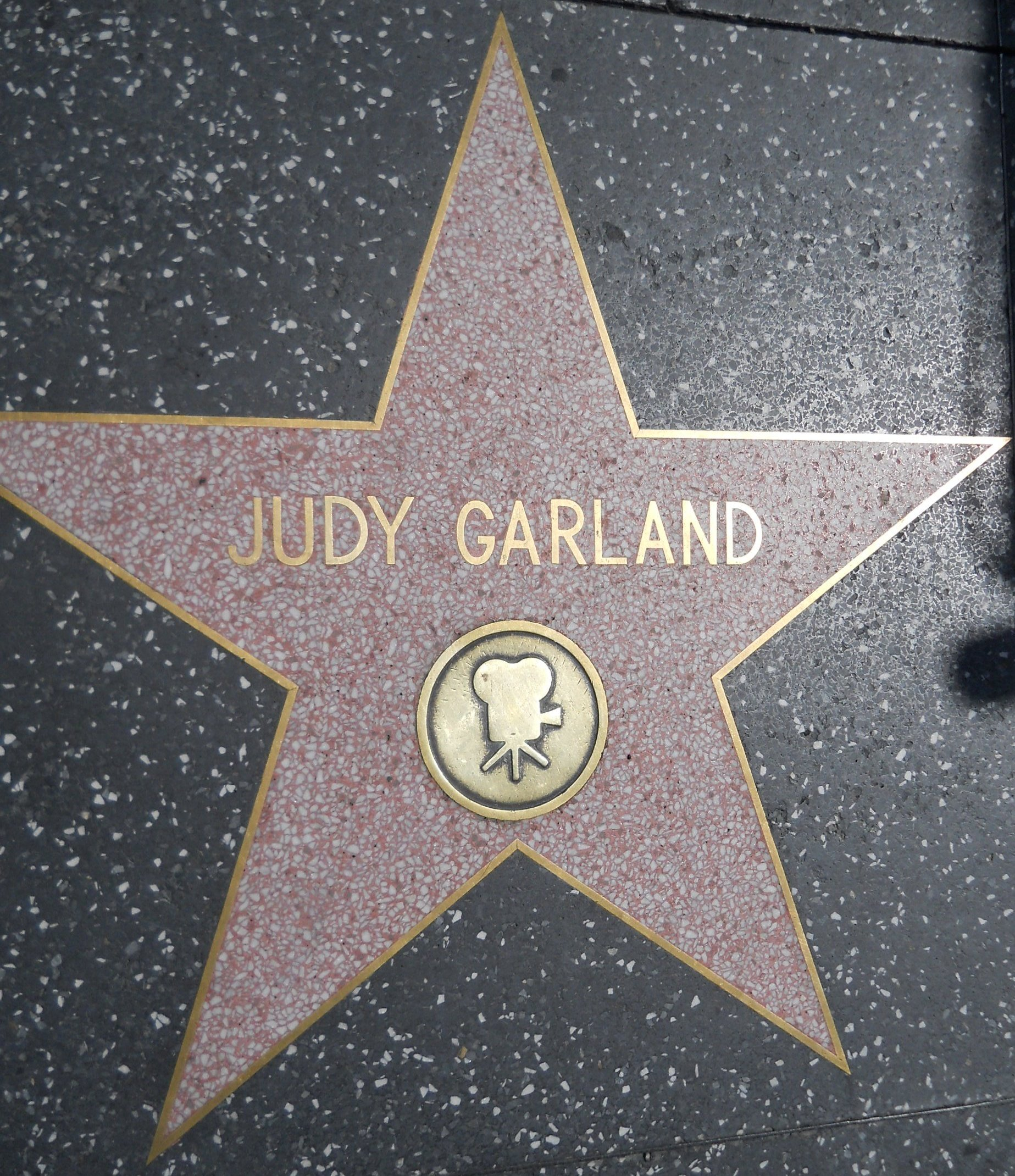
Estrella por reconocimiento al trabajo cinematográfico en 1715 Vine Street en el Paseo de la Fama de Hollywood: Tiene otra por grabación en 6764 Hollywood Boulevard.

En el momento de su muerte en 1969, Garland había aparecido en más de 35 películas. Ha sido llamada una de las grandes del entretenimiento y su reputación ha perdurado. En 1992, Gerald Clarke de Architectural Digest apodó a Garland como «probablemente la mejor artista estadounidense del siglo XX». O'Brien cree que «Nadie en la historia de Hollywood tuvo el golpe musical que Garland hizo», y explica: «Tenía la voz más grande y versátil de las películas. Sus musicales en tecnicolor [...] definieron el género. Las canciones que presentó fueron oro en los Oscar. Su carrera cinematográfica enmarca la Edad de Oro de los musicales de Hollywood».
Turner Classic Movies apodó a Garland como «la voz más conmovedora de la historia». Gene Lyons, de Entertainment Weekly, apodó a Garland como «la Madonna de su generación». El American Film Institute la nombró octava entre las mejores estrellas femeninas del cine de Hollywood de la Edad de Oro. En junio de 1998, en The New York Times, Camille Paglia escribió: «Garland era una personalidad a gran escala que hace que nuestra generación actual de estrellas del pop parezca ligera y evanescente».
En los últimos años, el legado de Garland ha mantenido seguidores de todas las edades, tanto jóvenes como mayores. En 2010, la colaboradora de The Huffington Post, Joan E. Dowlin, concluyó que Garland poseía una cualidad distintiva de «eso» al «ejemplificar [ying] la calidad de estrella del carisma, el talento musical, la capacidad de actuación natural y, a pesar de lo que dijeron los mandamases del estudio, buena apariencia (incluso si eran la apariencia de la chica de al lado)».
El biógrafo de AllMusic, William Ruhlmann, dijo que «el núcleo de su importancia como artista sigue siendo su increíble voz y su compromiso emocional con sus canciones» y cree que «su carrera a veces se ve más como una lección objetiva sobre los excesos de Hollywood que como la notable serie de logros multimedia que fue». En 2012, Strassler describió a Garland como «más que un ícono [...] Al igual que Charlie Chaplin y Lucille Ball, creó una plantilla que los poderes fácticos siempre han intentado replicar, con diversos niveles de éxito».
Las presentaciones en vivo de Garland hacia el final de su carrera aún son recordadas por los fanáticos que asistieron a ellas como «momentos cumbre de la música del siglo XX». Ha sido objeto de más de treinta biografías desde su muerte, incluida la bien recibida Me and My Shadows: A Family Memoir de su hija, Lorna Luft, cuyas memorias se adaptaron más tarde a la miniserie de televisión Life with Judy Garland: Me and My Shadows, que ganó premios Emmy por las dos actrices que la interpretaron (Tammy Blanchard y Judy Davis). Strassler observó que Garland «creó uno de los cuentos de advertencia con más historia de la industria, gracias a sus muchos excesos e inseguridades que la llevaron a su muerte prematura por sobredosis».
Garland recibió póstumamente el premio Grammy Lifetime Achievement Award en 1997. Varias de sus grabaciones han sido incluidas en el Salón de la Fama de los Grammy. Estos incluyen «Over the Rainbow», que fue clasificada como la canción de película número uno de todos los tiempos en la lista «100 años... 100 canciones» del American Film Institute. Cuatro canciones más de Garland se incluyen en la lista: «Have Yourself a Merry Little Christmas» (N.º 76), «Get Happy» (N.º 61), «The Trolley Song» (N.º 26) y «The Man That Got Away» (N.º 11).
Ha sido honrada dos veces en sellos postales de Estados Unidos, en 1989 (como Dorothy) y nuevamente en 2006 (como Vicki Lester de A Star Is Born). Mientras estaba de gira en 1964, Garland identificó «Over the Rainbow» como su favorita de todas las canciones que había grabado, a lo que Trussel observó que «su carrera permanecería indisolublemente unida». Garland solía usar una obertura de «Over the Rainbow» como música de entrada durante conciertos y apariciones en televisión.
Según Paglia, cuanto más interpretaba Garland «Over the Rainbow», más «se convertía en su himno trágico... un canto fúnebre por las oportunidades artísticas desperdiciadas y por la felicidad personal aplazada permanentemente». En 1998, el Carnegie Hall acogió un tributo de dos conciertos a Garland, que promocionaron como «un tributo al artista más grande del mundo».
Celebridades posteriores que han sufrido luchas personales con la adicción a las drogas y el trastorno por uso de sustancias han sido comparadas con Garland, particularmente Michael Jackson. La hija mayor de Garland, Liza Minnelli, tuvo una vida personal casi paralela a la de su madre, habiendo luchado contra el trastorno por consumo de sustancias y varios matrimonios fallidos. Paglia observó que la actriz Marilyn Monroe exhibiría un comportamiento similar al que Garland había exhibido una década antes en Meet Me in St. Louis, particularmente la tardanza.
El 10 de junio de 2022, el aniversario de su centenario, fue honrada con un perfume que lleva su nombre titulado «Judy - A Garland Fragrance» creado por Vincenzo Spinnato.

### Icono gay
Garland tenía una gran base de seguidores en la comunidad gay y se convirtió en un icono gay. Las razones dadas para su posición entre los hombres homosexuales son la admiración por su habilidad como intérprete, la forma en que sus luchas personales reflejaron las de los hombres homosexuales en los Estados Unidos durante el apogeo de su fama y su valor como figura camp. En la década de 1960, un reportero le preguntó cómo se sentía acerca de tener una gran cantidad de seguidores homosexuales. Ella respondió: «No podría importarme menos. ¡Le canto a la gente!».

### Representaciones en la ficción
Garland ha sido interpretada en televisión por Andrea McArdle en Rainbow (1978), Tammy Blanchard (la joven Judy) y Judy Davis (la Judy mayor) en Life with Judy Garland: Me and My Shadows (2001) y Sigrid Thornton en Peter Allen: Not The Boy Next Door (2015). Harvey Weinstein optó por Get Happy: The Life of Judy Garland y se programó un espectáculo teatral y una película basada en ella protagonizada por Anne Hathaway. Renée Zellweger interpretó a Garland en la película biográfica Judy (2019) y ganó el Premio Óscar a la mejor actriz.
En el escenario, Garland es un personaje del musical The Boy From Oz (1998), interpretado por Chrissy Amphlett en la producción australiana original y por Isabel Keating en Broadway en 2003. End of the Rainbow (2005) presentó a Caroline O'Connor como Garland y Paul Goddard como el pianista de Garland. Adrienne Barbeau interpretó a Garland en The Property Known as Garland (2006) y The Judy Monologues (2010) inicialmente presentaba a actores masculinos recitando las palabras de Garland antes de que se renovara como un espectáculo de una sola mujer.
En la música, se hace referencia a Garland en la canción de Tori Amos de 1992 «Happy Phantom», en la que se imagina que Garland toma a Buda de la mano. Amos también se refiere a Garland como «Judy G» en su canción de 1996 «Not the Red Baron».

## Puntos de vista políticos

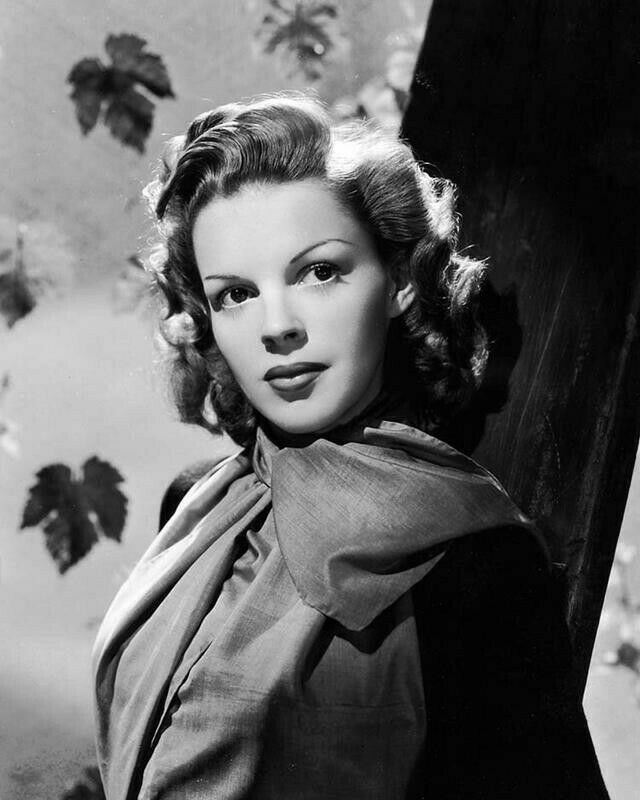
Garland en 1944.

Garland fue una demócrata activa y de toda la vida. Durante su vida, fue miembro del comité demócrata de Hollywood y partidaria financiera y moral de varias causas, incluido el Movimiento por los derechos civiles. Ella donó dinero a las campañas de los candidatos presidenciales demócratas Franklin D. Roosevelt, Adlai Stevenson II, John F. Kennedy y Robert F. Kennedy y el candidato progresivo Henry A. Wallace.
En abril de 1944, Garland acompañó al general de brigada Benjamin O. Davis Sr. a una recepción en honor al general en la casa de Ira Gershwin. Davis, el primer general negro y el oficial negro de más alto rango en el ejército de los Estados Unidos, estuvo en Los Ángeles para el estreno del documental de Frank Capra sobre los estadounidenses negros que sirvieron en la Segunda Guerra Mundial. En septiembre de 1947, Garland se unió al Comité para la Primera Enmienda, un grupo formado por celebridades de Hollywood en apoyo de los Diez de Hollywood durante las audiencias del Comité de Actividades Antiamericanas de la Cámara (HUAC), un comité de investigación de la Cámara de Representantes de los Estados Unidos dirigido por J. Parnell Thomas. HUAC se formó para investigar supuestas deslealtades y actividades subversivas por parte de ciudadanos particulares, empleados públicos y organizaciones sospechosas de tener vínculos comunistas. El Comité por la Primera Enmienda buscó proteger las libertades civiles de los acusados.
Otros miembros incluyeron a Humphrey Bogart, Lauren Bacall, Dorothy Dandridge, John Garfield, Katharine Hepburn, Lena Horne, John Huston, Gene Kelly y Billy Wilder. Garland participó en la grabación de una transmisión de radio estelar el 26 de octubre de 1947, Hollywood Fights Back, durante la cual exhortó a los oyentes a la acción: «Antes de que cada conciencia libre en Estados Unidos sea citada, ¡por favor hable! ¡Diga su artículo! Escríbale a su congresista una carta especial por correo aéreo. Hágale saber al Congreso lo que piensa de su Comité Antiamericano».
Garland era amiga del presidente John F. Kennedy y su esposa Jacqueline Kennedy y ella solía vacacionar en Hyannis Port, Massachusetts. La casa en la que se hospedó durante sus vacaciones en Hyannis Port se conoce hoy como The Judy Garland House debido a su asociación con la propiedad. Garland llamaba a Kennedy semanalmente, a menudo terminando sus llamadas telefónicas cantando los primeros compases de «Over the Rainbow».
El 28 de agosto de 1963, Garland y otras celebridades como Josephine Baker, Sydney Poitier, Lena Horne, Paul Newman, Rita Moreno y Sammy Davis, Jr. participaron en la Marcha en Washington por el trabajo y la libertad, una manifestación organizada para defender los derechos civiles y económicos de los afroamericanos. Había sido fotografiada por la prensa en Los Ángeles a principios de mes junto a Eartha Kitt, Marlon Brando y Charlton Heston mientras planeaban su participación en la marcha a la capital de la nación.
El 16 de septiembre de 1963, Garland junto con su hija Liza Minnelli, Carolyn Jones, June Allyson y la hija de Allyson, Pam Powell realizaron una conferencia de prensa para protestar por el reciente bombardeo de la Iglesia Bautista de la Calle 16 en Birmingham, Alabama, que resultó en la muerte de cuatro jóvenes afroamericanas. Expresaron su conmoción e indignación por el ataque y solicitaron fondos para las familias de las víctimas. Pam Powell y Liza Minnelli anunciaron su intención de asistir al funeral de las víctimas durante la conferencia de prensa.

## Filmografía

### Largometrajes

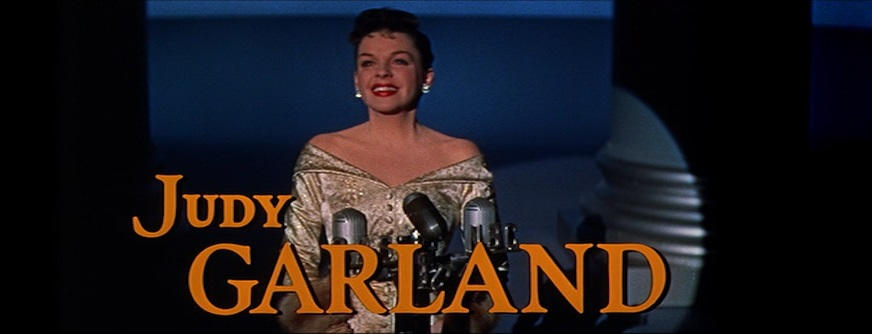
Judy Garland como Vicki Lester en A Star Is Born.

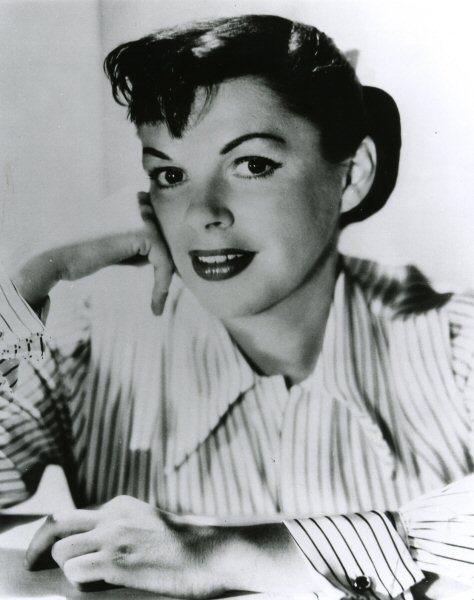
Garland en un fotograma publicitario de 1954.

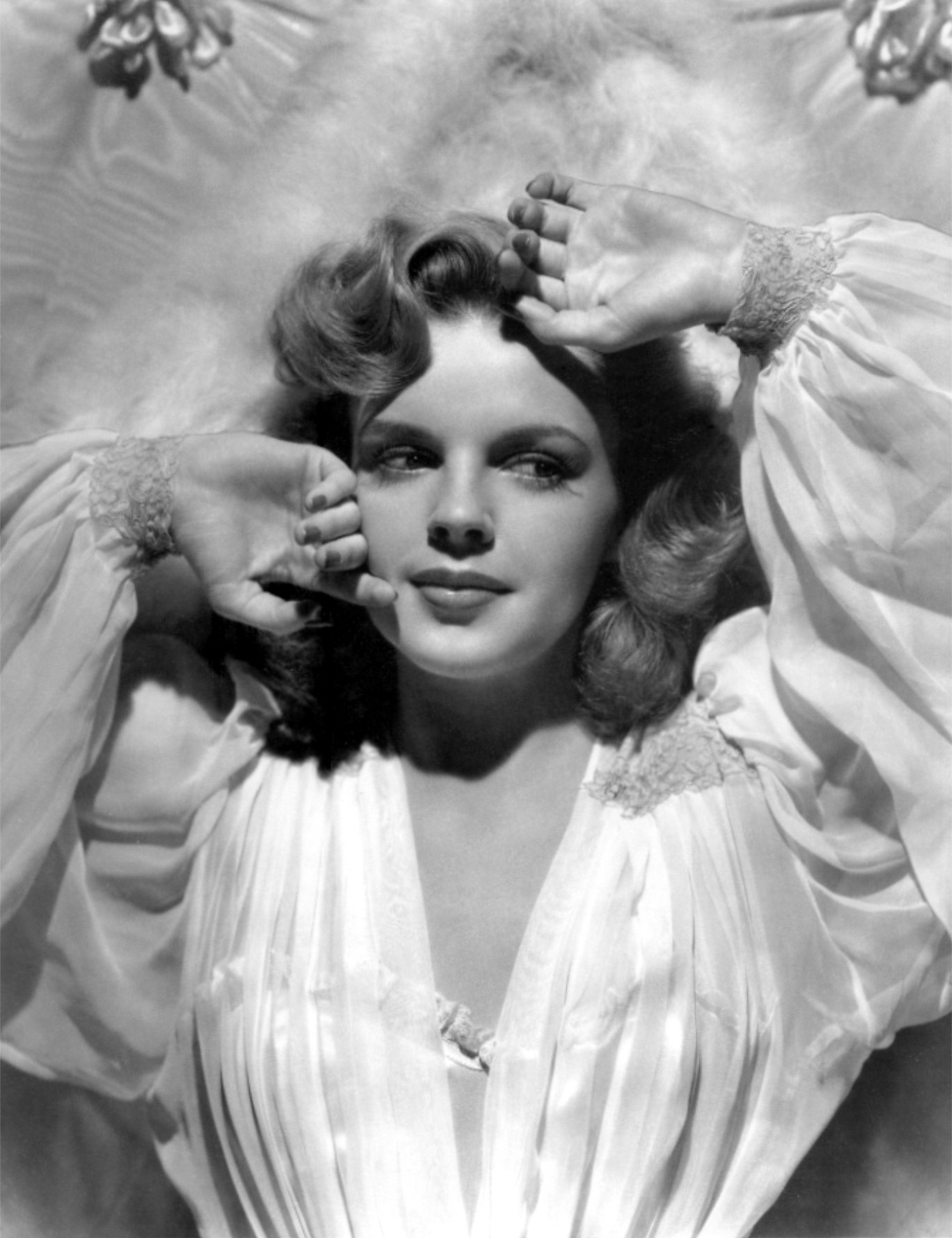
Garland recibió el «tratamiento de glamour» de Hollywood por su papel en Presenting Lily Mars.

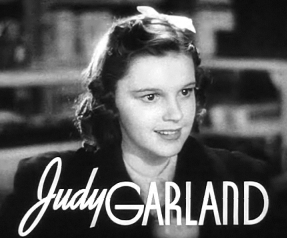
Garland en Love Finds Andy Hardy (1938).

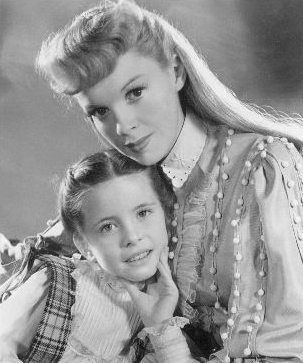
Garland con Margaret O'Brien en 1944.

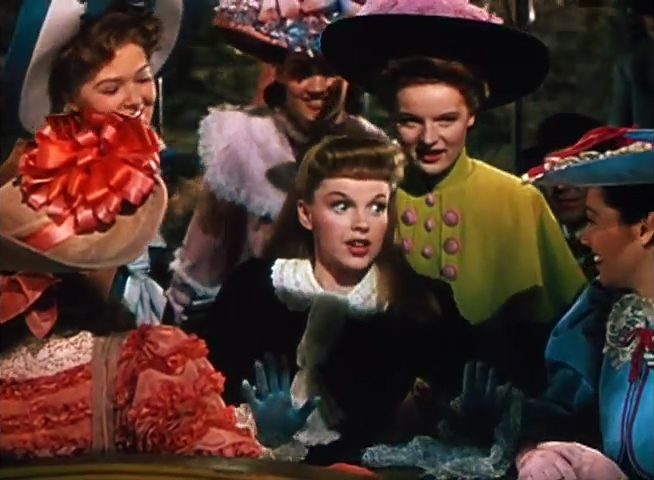
Garland cantando «The Trolley Song» en Meet Me in St. Louis.

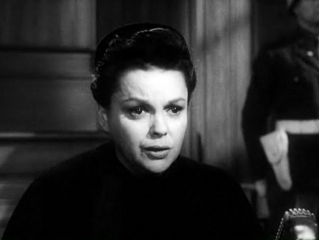
Garland como Mrs. Wallner en Judgment at Nuremberg.

| Año  | Título                     | Rol                            | Director          |
| ---- | -------------------------- | ------------------------------ | ----------------- |
| 1936 | Pigskin Parade             | Sairy Dodd                     | David Butler      |
| 1937 | Broadway Melody of 1938    | Betty Clayton                  | Roy Del Ruth      |
| 1937 | Thoroughbreds Don't Cry    | Cricket West                   | Alfred E. Green   |
| 1938 | Everybody Sing             | Judy Bellaire                  | Edwin L. Marin    |
| 1938 | Love Finds Andy Hardy      | Betsy Booth                    | George B. Seitz   |
| 1938 | Listen, Darling            | "Pinkie" Wingate               | Edwin L. Marin    |
| 1939 | El mago de Oz              | Dorothy Gale                   | Victor Fleming    |
| 1939 | Babes in Arms              | Patsy Barton                   | Busby Berkeley    |
| 1940 | Andy Hardy Meets Debutante | Betsy Booth                    | George B. Seitz   |
| 1940 | Strike Up the Band         | Mary Holden                    | Busby Berkeley    |
| 1940 | Little Nellie Kelly        | Nellie Noonan Kelly            | Norman Taurog     |
| 1941 | Ziegfeld Girl              | Susan Gallagher                | Robert Z. Leonard |
| 1941 | Life Begins for Andy Hardy | Betsy Booth                    | George B. Seitz   |
| 1941 | Babes on Broadway          | Penny Morris                   | Busby Berkeley    |
| 1942 | For Me and My Gal          | Jo Hayden                      | Busby Berkeley    |
| 1943 | Presenting Lily Mars       | Lily Mars                      | Norman Taurog     |
| 1943 | Thousands Cheer            | Ella misma                     | George Sidney     |
| 1943 | Girl Crazy                 | Ginger Gray                    | Norman Taurog     |
| 1944 | Meet Me in St. Louis       | Esther Smith                   | Vincente Minnelli |
| 1945 | The Clock                  | Alice Mayberry                 | Vincente Minnelli |
| 1945 | Ziegfeld Follies           | La Estrella                    | Vincente Minnelli |
| 1946 | The Harvey Girls           | Susan Bradley                  | George Sidney     |
| 1946 | Till the Clouds Roll By    | Marilyn Miller                 | Vincente Minnelli |
| 1948 | El pirata                  | Manuela Ava                    | Vincente Minnelli |
| 1948 | Easter Parade              | Hannah Brown                   | Charles Walters   |
| 1948 | Words and Music            | Ella misma                     | Norman Taurog     |
| 1949 | In the Good Old Summertime | Veronica Fisher                | Robert Z. Leonard |
| 1950 | Summer Stock               | Jane Falbury                   | Charles Walters   |
| 1954 | A Star Is Born             | Esther Blodgett / Vicki Lester | George Cukor      |
| 1960 | Pepe                       | Ella misma (voz)               | George Sidney     |
| 1961 | Judgment at Nuremberg      | Irene Hoffmann-Wallner         | Stanley Kramer    |
| 1962 | Gay Purr-ee                | Mewsette (voz)                 | Abe Levitow       |
| 1963 | A Child Is Waiting         | Jean Hansen                    | John Cassavetes   |
| 1963 | I Could Go On Singing      | Jenny Bowman                   | Ronald Neame      |

### Cortometrajes
| Título                       | Año  | Rol                               | Director       | Estudio             | Notas                                                                                         |
| ---------------------------- | ---- | --------------------------------- | -------------- | ------------------- | --------------------------------------------------------------------------------------------- |
| The Big Revue                | 1929 | Ella misma (con las Gumm Sisters) |                | Mayfair Pictures    |                                                                                               |
| A Holiday in Storyland       | 1930 | Ella misma (con las Gumm Sisters) | Roy Mack       | Warner Bros.        | Perdido; incluye el primer número en solitario de Garland, «Blue Butterfly»                   |
| Bubbles                      | 1930 | Ella misma (con las Gumm Sisters) | Roy Mack       | Warner Bros.        |                                                                                               |
| The Wedding of Jack and Jill | 1930 | Ella misma (con las Gumm Sisters) | Roy Mack       | Warner Bros.        | Perdido                                                                                       |
| La Fiesta de Santa Barbara   | 1935 | Ella misma (con las Gumm Sisters) | Louis Lewyn    | Metro-Goldwyn-Mayer |                                                                                               |
| Every Sunday                 | 1936 | Judy                              | Felix E. Feist | Metro-Goldwyn-Mayer | Primer rol en Metro-Goldwyn-Mayer                                                             |
| Silent Night                 | 1937 | Ella misma                        |                | Metro-Goldwyn-Mayer | Interpretó «Silent Night» con los Coristas de la Iglesia Episcopal de San Lucas de Long Beach |
| If I Forget You              | 1940 | Ella misma                        |                | Metro-Goldwyn-Mayer | Interpretó «If I Forget You» para el Memorial Fund Will Rogers                                |
| We Must Have Music           | 1942 | Susan Gallagher                   |                | Metro-Goldwyn-Mayer | Interpretó el número musical «We Must Have Music» eliminado de Ziegfeld Girl                  |

### Películas inacabadas
| Título                   | Año  | Rol           | Notas |
| ------------------------ | ---- | ------------- | --- |
| The Barkleys of Broadway | 1949 | Dinah Barkley | Garland estaba tomando medicamentos recetados para dormir junto con píldoras obtenidas ilícitamente que contenían morfina. Estos, en combinación con los dolores de cabeza migraña, llevaron a Garland a perderse varios días de rodaje seguidos. Después de que el médico de Garland le informara que solo podría trabajar en incrementos de cuatro a cinco días con períodos de descanso prolongados, el ejecutivo de MGM Arthur Freed suspendió a Garland el 18 de julio de 1948. Fue reemplazada por Ginger Rogers. |
| Annie Get Your Gun       | 1950 | Annie Oakley  | Garland estaba nerviosa ante la perspectiva de interpretar a Annie Oakley, un papel fuertemente identificado con Ethel Merman, ansiosa por aparecer en un papel poco glamoroso después de separarse de sus partes juveniles durante varios años y perturbada por el trato que le dieron las manos del director Busby Berkeley. Comenzó a llegar tarde al set y, a veces, no aparecía en absoluto. Fue suspendida de la fotografía el 10 de mayo de 1949 y reemplazada por Betty Hutton. |
| Royal Wedding            | 1951 | Ellen Bowen   | Habiendo sido llamada para reemplazar a una June Allyson embarazada, Garland nuevamente no se presentó al set en múltiples ocasiones después de las pruebas de vestuario y los ensayos con Fred Astaire y el director Charles Walters. El estudio suspendió su contrato el 17 de junio de 1950 y la reemplazó con Jane Powell. |
| Valley of the Dolls      | 1967 | Helen Lawson  | Garland interpretó a Helen Lawson en la versión cinematográfica del best seller de Jacqueline Susann con el personaje de Neely O'Hara, representada por Patty Duke. Neely se basó en gran medida en la propia Garland. Al igual que con proyectos anteriores, Garland perdió días de trabajo, arruinó tomas repetidas y retrasó la producción al negarse a salir de su camerino. Fue reemplazada en abril de 1967 por Susan Hayward. Sin embargo, Patty Duke cuenta otra historia: que el director hizo esperar a Garland durante horas hasta el final del día, momento en el que estaba demasiado cansada o demasiado nerviosa para actuar. Otra estrella de la película, Barbara Parkins, también defendió a Garland, afirmando en numerosas ocasiones que «Miss Hayward era una pálida imitación de lo que Garland podría haber hecho con el papel». |

## Discografía

### Álbumes de estudio
- 1955: Miss Show Business
- 1956: Judy
- 1957: Alone
- 1958: Judy in Love
- 1959: The Letter
- 1960: That's Entertainment!
- 1962: The Garland Touch

### Álbumes en vivo
- 1959: Garland at the Grove
- 1961: Judy at Carnegie Hall
- 1962: Judy Garland Live!
- 1964: Live at the London Palladium
- 1967: Judy Garland at Home at the Palace: Opening Night

## Premios y distinciones

### Premios Óscar
| Año  | Categoría               | Trabajo nominado        | Resultado |
| ---- | ----------------------- | ----------------------- | --------- |
| 1940 | Premio Óscar Juvenil    | The Wizard of Oz        | Ganadora  |
| 1955 | Mejor actriz            | A Star is Born          | Nominada  |
| 1962 | Mejor actriz de reparto | ¿Vencedores o vencidos? | Nominada  |

### Premios Globo de Oro[215]
| Año  | Categoría                        | Película                | Resultado |
| ---- | -------------------------------- | ----------------------- | --------- |
| 1955 | Mejor actriz - Comedia o musical | Nace una estrella       | Ganadora  |
| 1962 | Mejor actriz de reparto          | Judgment at Nuremberg   | Nominada  |
| 1962 | Premio Cecil B. DeMille          | Premio Cecil B. DeMille | Ganadora  |

### Premios BAFTA[216]
| Año  | Categoría               | Película       | Resultado |
| ---- | ----------------------- | -------------- | --------- |
| 1956 | Mejor actriz extranjera | A Star is Born | Nominada  |

### Premios Grammy[217]
| Año                                       | Categoría                               | Trabajo nominado                                                                                                   | Resultado |
| ----------------------------------------- | --------------------------------------- | --- | --------- |
| 1962                                      | Álbum del año                           | Judy at Carnegie Hall                                                                                              | Ganadora  |
| 1962                                      | Mejor interpretación vocal pop femenina | Judy at Carnegie Hall                                                                                              | Ganadora  |
| 1966                                      | Mejores notas de álbum                  | 25th Anniversary: Retrospective                                                                                    | Nominada  |
| 1971                                      | Mejores notas de álbum                  | Judy. London. 1969                                                                                                 | Nominada  |
| 1995                                      | Mejor álbum histórico                   | Judy: Complete Decca Masters                                                                                       | Nominada  |
| 1999                                      | Grammy Lifetime Achievement Award       | Grammy Lifetime Achievement Award                                                                                  | Ganadora  |
| Premio del Salón de la Fama de los Grammy |                                         | |           |
| 1981                                      | Salón de la Fama de los Grammy          | «Over the Rainbow»                                                                                                 | Ganadora  |
| 1998                                      | Salón de la Fama de los Grammy          | «(Dear Mr. Gable) You Made Me Love You»                                                                            | Ganadora  |
| 1998                                      | Salón de la Fama de los Grammy          | Judy at Carnegie Hall                                                                                              | Ganadora  |
| 2005                                      | Salón de la Fama de los Grammy          | Meet Me in St. Louis - Soundtrack                                                                                  | Ganadora  |
| 2006                                      | Salón de la Fama de los Grammy          | The Wizard of Oz – Musical and Dramatic Selections Recorded Directly from the Soundtrack of MGM's Technicolor Film | Ganadora  |
| 2010                                      | Salón de la Fama de los Grammy          | «For Me and My Gal» (con Gene Kelly)                                                                               | Ganadora  |

### Premios Emmy[218]
| Año  | Categoría                                                      | Trabajo               | Resultado |
| ---- | -------------------------------------------------------------- | --------------------- | --------- |
| 1956 | Mejor cantante femenina                                        | Judy Garland          | Nominada  |
| 1962 | Mejor actuación en un programa o serie de variedades o musical | The Judy Garland Show | Nominada  |
| 1964 | Mejor actuación en un programa o serie de variedades o musical | The Judy Garland Show | Nominada  |

### Premios Tony[219]
| Año  | Categoría            | Trabajo              | Resultado |
| ---- | -------------------- | -------------------- | --------- |
| 1952 | Premio Tony Especial | Premio Tony Especial | Ganadora  |

### Otros reconocimientos
Desde 1975, el lugar de nacimiento de Garland, Grand Rapids, Minnesota, ha celebrado un festival anual de Judy Garland en junio. En el festival de 2006, el gobernador de Minnesota Tim Pawlenty y la vicegobernadora Carol Molnau proclamaron el 22 de junio como el "Día de Judy Garland", reconociendo y honrando a Judy Garland por su dedicación y logros ejemplares y para saludarla como una ciudadana destacada y mecenas de las artes. Asistieron sus hijos Lorna y Joey Luft. También en 1975, se inauguró el Museo Judy Garland en Grand Rapids. El museo, dedicado a honrar el talento y el legado de Garland, cuenta con el apoyo financiero en parte de Judy Garland Heirs Trust y cuenta con el apoyo personal de todos los hijos de Garland. La casa de la infancia de Garland en Grand Rapids se abrió al público en 1995. El museo afirma tener la colección más grande de recuerdos de Judy Garland en el mundo.
Garland ha sido honrada dos veces con sellos postales conmemorativos. En 1989, el Servicio Postal de los Estados Unidos emitió una serie de sellos postales de "Películas clásicas" para honrar el 50 aniversario de las películas realizadas en los Estados Unidos en 1939 que fueron nominadas a los Premios de la Academia. Estos sellos de 25 centavos presentaban cuatro películas: The Wizard of Oz, Gone with the Wind, Stagecoach y Beau Geste. La oficina de correos emitió un sello en 2006 en honor a Garland en la serie "Leyendas de Hollywood". La estampilla muestra a Garland como Vicki Lester de A Star Is Born y fue pintada por el ilustrador Tim O'Brien. El primer día de la ceremonia de esta estampilla fue el 10 de junio de 2006, en lo que habría sido el cumpleaños número 84 de Garland, en la ciudad de Nueva York con disponibilidad a nivel nacional el 12 de junio. La ceremonia en el Carnegie Hall de Nueva York contó con la presencia de su hija, Lorna Luft, el presentador de Turner Classic Movies Robert Osborne, Dick Cavett, Michael Feinstein, Rufus Wainwright, Terrence McNally y los colegas de MGM de Garland, Jane Powell y Margaret O'Brien. La hija de Garland, Liza Minnelli, grabó un saludo especial exclusivamente para la ceremonia.
El American Film Institute ha reconocido dos veces a Garland y su talento. En 1999, la AFI nombró a Garland octava entre las mejores estrellas femeninas de todos los tiempos. En 2004, la AFI eligió la interpretación de Garland de «Over the Rainbow» como la canción de película número uno de todos los tiempos, como parte de su lista «100 años... 100 canciones». En la lista se incluyeron cuatro canciones más de Garland: «Have Yourself a Merry Little Christmas» de Meet Me in St. Louis (#76); «Get Happy» de Summer Stock (#61); «The Trolley Song», también de Meet Me in St. Louis (#26); y «The Man That Got Way» de A Star Is Born (#11).
La interpretación de Garland de «Over the Rainbow» también fue honrada como número uno en el proyecto Songs of the Century de 2001, por la Recording Industry Association of America y el National Endowment for the Arts. La lista se reunió para que los jóvenes «ayuden a una mayor apreciación del proceso de desarrollo de la música, incluida la composición de canciones, la maestría musical, la grabación, la interpretación, la distribución y el desarrollo de la distribución y los valores culturales».
En 2003, la Junta Nacional de Conservación de Grabaciones seleccionó a Judy at Carnegie Hall para su conservación en el Registro Nacional de Grabaciones.
Sigma Chi en la Universidad Estatal de Ohio inició a Garland como Sweetheart of Sigma Chi en 1938. En 1977 se introdujo una nueva variedad de rosa, dedicada a Garland. La Judy Garland Rose tiene pétalos amarillos con puntas de color rojo brillante. Garland fue incluido en el Salón de la Fama de la Música de Minnesota ubicado en New Ulm, Minnesota en 1991.
Judy Garland tiene dos estrellas en el Paseo de la Fama de Hollywood: una para películas (ubicada en 1715 Vine St.) y otra para grabaciones (ubicada en 6764 Hollywood Blvd.). Las huellas de sus manos y pies se conservaron en cemento en 1939 en el Teatro Chino de Grauman.
En lo que habría sido el cumpleaños número 88 de Garland, el 10 de junio de 2010, Madame Tussauds Hollywood presentó una figura de cera de Garland.